# Camarasaurus
Camarasaurus is een geslacht van uitgestorven plantenetende sauropode dinosauriërs, behorend tot de groep van de Camarasauromorpha, dat tijdens het Laat-Jura leefde in het gebied van het huidige Noord-Amerika. Fossielen zijn bekend uit Wyoming, Utah, Colorado, Montana, New Mexico, Oklahoma en South Dakota (Morrison-formatie). Camarasaurus werd 13–18 meter lang, met een gewicht van 1–23 ton.
De eerste fossielen van Camarasaurus werden in 1877 gevonden. Dat jaar groeven teams van zowel professor Cope als van professor Marsh skeletten op. Cope zou in 1877 het dier zijn naam geven, dat zoiets als 'overkapte sauriër' betekent, door de typesoort Camarasaurus supremus te benoemen. Daarna zouden nog eens negen soorten in het geslacht benoemd worden. Van de meeste daarvan wordt tegenwoordig begrepen dat het om synoniemen van al eerder benoemde soorten gaat of zelfs heel andere dinosauriërs. Twee soorten zouden echter geldig kunnen zijn: C. grandis en C. lentus. De soorten verschillen maar weinig van elkaar, het meest nog in lichaamsomvang. Van Camarasaurus zijn veel skeletten gevonden. Daardoor kregen de wetenschappers een goed beeld van de bouw van het dier.
Net als alle sauropoden was Camarasaurus een viervoeter met een lange hals. Voor een sauropode was die nek echter nog relatief kort en droeg een korte, hoge, schedel. De staart was niet erg lang maar de poten waren tamelijk langgerekt, vooral de voorpoten. Zo kon het dier ondanks de wat korte nek toch nog redelijk hoog in de bomen reiken. Het was dus gespecialiseerd in het eten van de middelste plantenlagen die met krachtige tanden afgebeten werden. Dat was een succesvolle levenswijze want Camarasaurus was de meest voorkomende sauropode in zijn leefgebied. Volgens de Princeton Field Guide to Dinosaurs werd Camarasaurus grandis tot veertien meter lang met een gewicht tot dertien ton, C. lentus tot vijftien meter met een gewicht tot vijftien ton, C. supremus tot achttien meter met een gewicht tot 23 ton en C. lewisi tot dertien meter met een gewicht tot tien ton. De niet al te grote Camarasaurus moet een favoriete prooi geweest zijn van roofdieren als Allosaurus en Ceratosaurus.

## Vondst en naamgeving

### Camarasaurus supremus

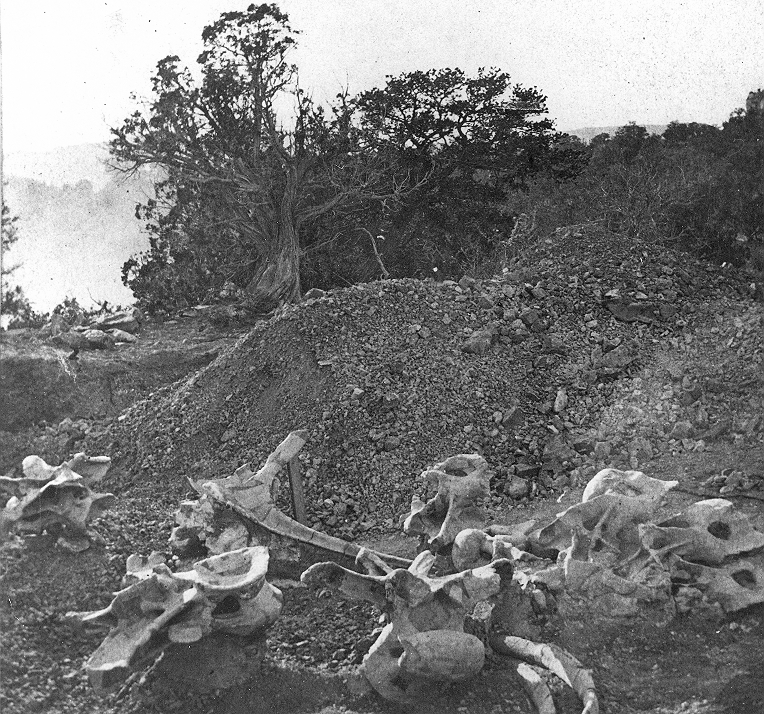
De opgraving door Lucas in 1877

Sauropoden waren al in het begin van de negentiende eeuw ontdekt maar lange tijd had men een zeer onnauwkeurig beeld van de bouw van deze dieren. Langzaam begon men te begrijpen dat het landdieren waren in plaats van zeedieren. Cetiosaurus uit Engeland, waarvan de meeste resten gevonden waren, bleef toch nog onvolledig bekend. Aan deze situatie zou op het eind van de jaren zeventig plots een einde komen, toen in de woestijnen van de Verenigde Staten van Amerika uitgebreide beenderlagen van sauropoden aan het oppervlak bleken te komen. Camarasaurus zou de eerste sauropode worden waarvan vrijwel het complete skelet opgegraven werd.

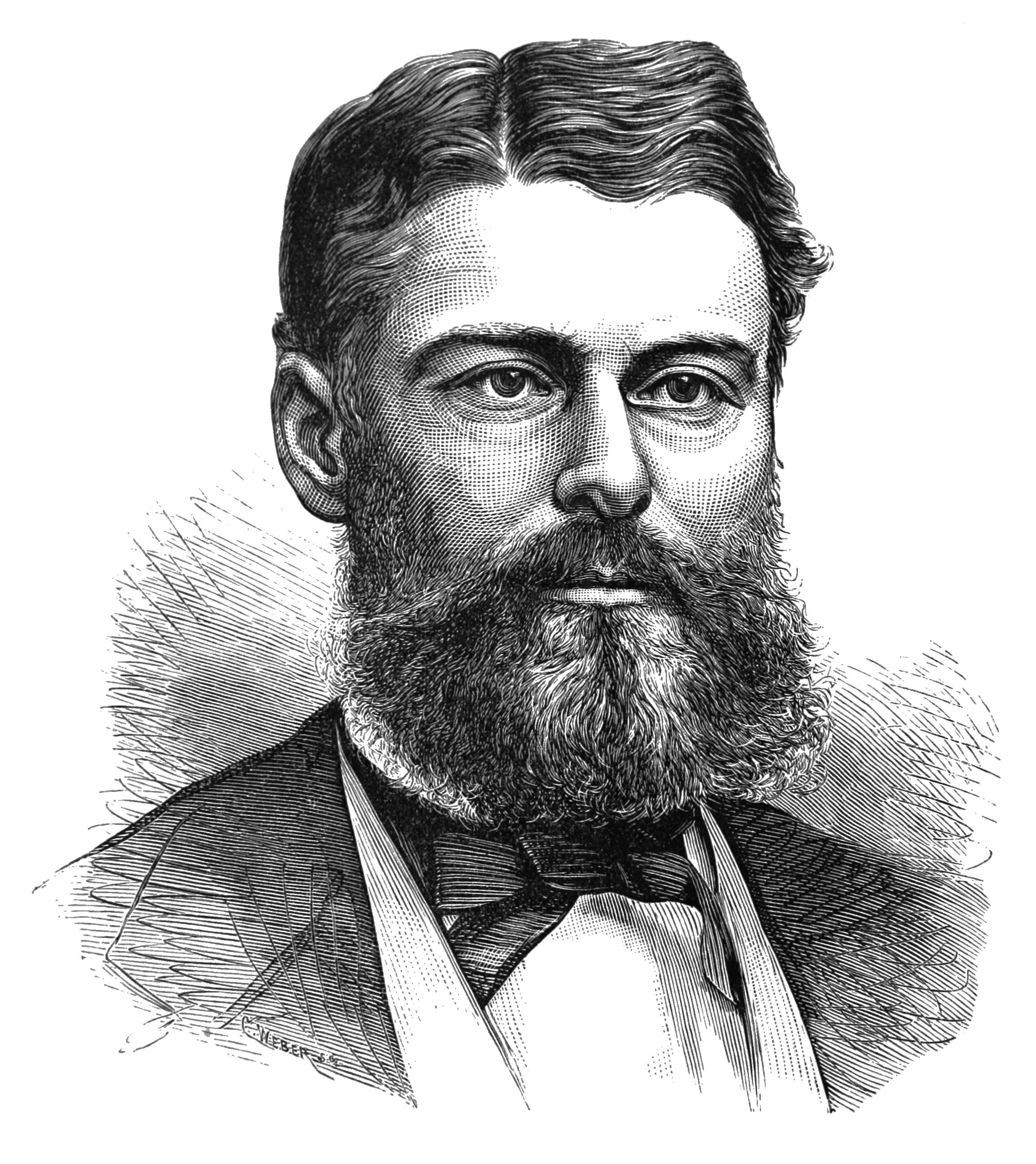
Cope in 1881

In, vermoedelijk maart, 1877 was onderwijzer Oramel William Lucas op een zaterdagavond op jacht in Fremont County. Na op een hert geschoten te hebben achtervolgde hij het dier te paard maar wist er geen spoor van te ontdekken. Terugkerend over een heuvelrug viel hem een vreemd gevormde steen op waarvan hij eerst dacht dat het een vissenfossiel was. Nadere bestudering bracht hem echter tot de conclusie dat het om een groot versteend bot ging. Iets verderop stak een bot van drie voet lang boven de grond uit. Het kostte hem een paar avonden om dit te bergen. De zaterdag erop vond hij een hele beenderlaag. Lucas had kort daarvoor zijn opleiding wegens geldtekort beëindigd maar was eigenlijk van plan geweest geologie te studeren onder professor Albert Allen Wright te Oberlin. Hij meldde de vondst bij deze geoloog die echter aangaf geen geld te hebben voor een aankoop en hem doorverwees naar E. D. Cope of O. C. Marsh. Paleontoloog Edward Drinker Cope was de eerste die reageerde en Lucas voor een redelijk salaris in dienst nam om nog meer fossielen te zoeken. Lucas huurde daartoe weer een paar spoorwegarbeiders in. Benjamin Franklin Mudge zou later, uitgezonden om de opgravingen te bespioneren, Lucas een aanbod doen om tegen een hogere vergoeding voor Marsh te gaan werken maar deze ging daar niet op in, hoewel hij voor de vermeende onbetrouwbaarheid van Cope gewaarschuwd werd. Lucas had overigens een geregistreerde claim op de grond van het opgravingsgebied.

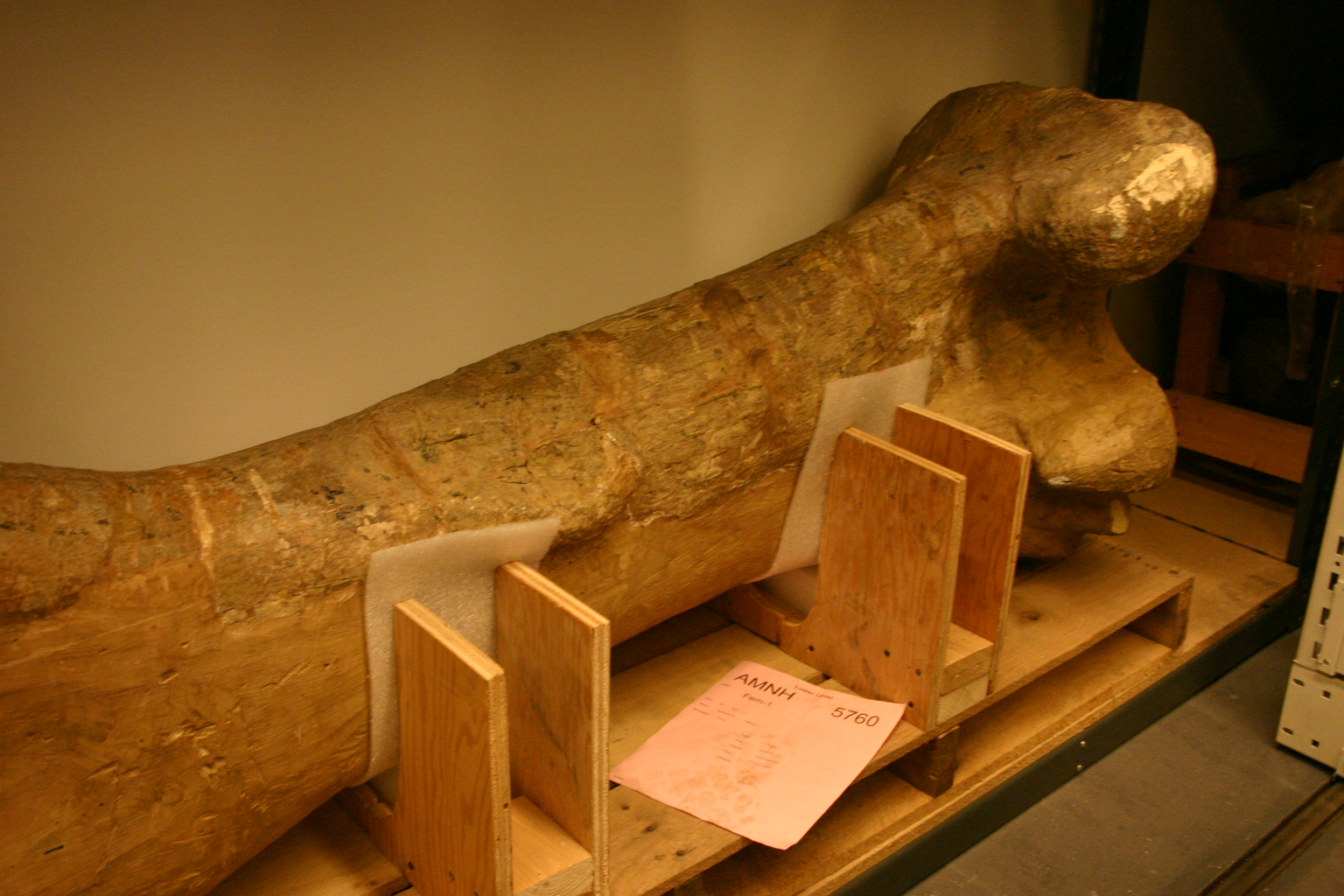
Dijbeen van AMNH 5760, eerder AMNH 5761/Femur-1, door Lucas in augustus verzonden

In de zomer van 1877 groef, nu onderwijsinspecteur, Lucas bij Garden Park in Colorado de resten van minstens twee grote sauropoden op in de buurt van een heuveltje dat later Cope's Nipple werd genoemd. Het lag op de grote heuvelkam die de westzijde vormt van de grote vallei van Garden Park. Minstens één skelet lag in wat later de Cope Quarry N° 1 genoemd werd en minstens één ander in de Cope Quarry N° 2. Lucas verzond ze in de zomer en de herfst van dat jaar. Cope groepeerde de beenderen alsof ze een enkel individu vormden — zonder overigens een skeletopstelling te maken, waarvoor hij tijd noch ruimte had — en benoemde al op basis van de eerste partij botten op 23 augustus 1877 de typesoort Camarasaurus supremus. De geslachtsnaam is afgeleid van het Oudgriekse καμάρα, kamara, 'overkapte ruimte', een verwijzing naar de holle bouw van de wervels. Lucas had zelf al een wervel uitgehold om dit aan te tonen. De soortaanduiding supremus betekent 'de hoogste' in het Latijn omdat Cope vond dat hij de hoogste dinosauriër tot dan toe gevonden had. Camarasaurus supremus is daarmee de typesoort van het geslacht. De beenderen waren geprepareerd door Jacob Geismar.
Het holotype wordt meestal aangegeven als het specimen AMNH 5760, hetwelk vermoedelijk bestaat uit de composiet van beide skeletten. Het is gevonden in de late Morrisonformatie die dateert uit het Tithonien. Lucas zond in de zomer van 1877 eerst een partij van zes wervels: een van de nek, twee van de rug en drie van de staart. Osborne & Mook meenden in 1921 dat ze niet van één individu afkomstig waren en wezen de wervels aan als de syntypen. Ze vermoedden dat AMNH 5760 uit minstens drie individuen bestond die ze weer aanwezen als topotypen. J.S. McIntosh zou de zes wervels zien als het lectotype van C. supremus. Hij dacht dat ze allemaal uit de Cope Quarry N° 1 kwamen. De wervels hebben nooit, apart of samen, speciale inventarisnummers gekregen. Wel werden in 1921 de drie individuen aangeduid als AMNH 5760, AMNH 5760' en AMNH 5760' '. Lucas verzond in augustus 1877 een tweede kist met daarin nog wat wervels van de rug en de staart, een heiligbeen, een chevron, een schouderblad, delen van het bekken en een dijbeen van zes voet lengte — dit bot was deel van de allereerste vondsten van Lucas. Dit werd gevolgd door nog eens drie kleinere zendingen tot augustus 1878.
Daarnaast behoort specimen AMNH 5761 tot dezelfde soort. Het vertegenwoordigt een partij botten van vermoedelijk meerdere individuen die op dezelfde vindplaats als het holotype zijn aangetroffen, vierhonderd meter ervan verwijderd, in Cope Quarry N° 2. Ze werden door de broer van O.W. Lucas, Ira Hiram Lucas, na een eerste melding op 10 februari 1879, tussen 27 januari 1881 en 1883 naar Philadelphia gezonden maar hun kisten zijn nooit door Cope opengemaakt. Oramel was ondertussen weer gaan studeren. Omdat Cope hoorde dat ze geen delen van de ledematen bevatte, besloot hij de zending te verkopen en sloeg de kisten op in zijn kelder. Deze fossielen werden na Cope's dood in 1897 verkocht aan het American Museum of Natural History. AMNH 5761 werd pas tussen 1912 en 1919 onderzocht en geprepareerd door Peter Kaisen. Daarbij werden ten onrechte botten van eerdere zendingen onder het inventarisnummer AMNH 5761 gecatalogiseerd. In 1919/1921 liet het AMNH een grote publicatie over de sauropode vondsten van Cope verschijnen. Het gedeelte daarvan dat aan Camarasaurus gewijd was, behelsde toen de grootste hoeveelheid tekst die ooit over een sauropodengeslacht was verschenen.

### Andere soorten en geslachten

#### Verdere taxa benoemd door Cope

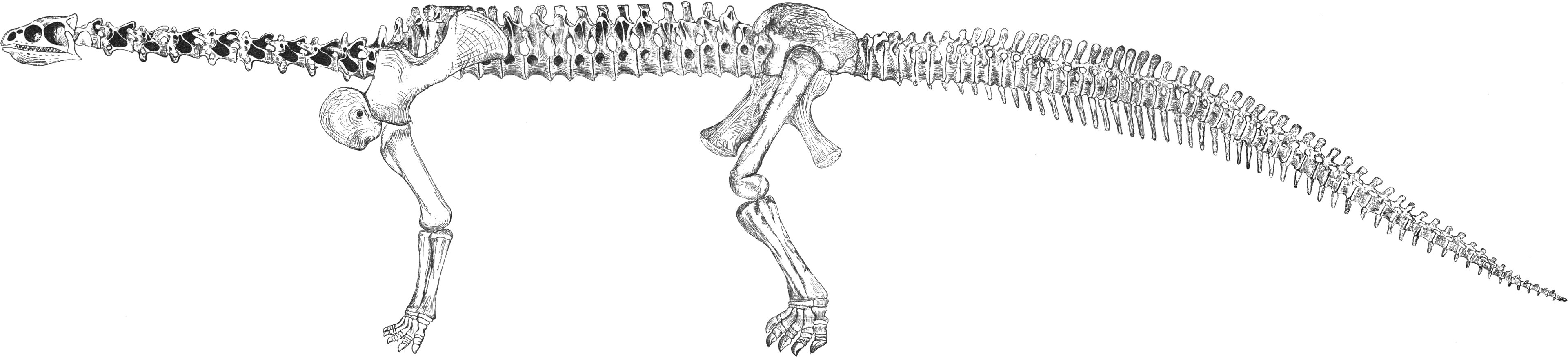
Ryders reconstructie van Camarasaurus uit 1877

In de jaren daarna zou een groot aantal vondsten van Camarasaurus gedaan worden. Veel daarvan zouden worden toegeschreven aan nieuwe soorten van dat geslacht of zelfs aan geheel nieuwe geslachten. Nog in 1877, 21 november, benoemde Cope een Caulodon diversidens (gebaseerd op AMNH 5768, een partij van tien tanden verstuurd op 12 november 1877), en op 12 januari 1878 een Caulodon leptoganus, gebaseerd op specimen AMNH 5769, nog twee tanden die vermoedelijk uit Colorado komen. In juni 1879 benoemde hij een Camarasaurus leptodirus, 'de slankhals', gebaseerd op resten van drie wervels waarvan in 1921 alleen specimen AMNH 5763 over was, een zevende halswervel; de wervels zijn in deze positie wat langer, wat Cope tot de onjuiste conclusie bracht een afwijkende vorm te hebben gevonden. Tegenwoordig worden alle drie gezien als jongere synoniemen van Camarasaurus supremus. Caulodon betekent 'steeltand' in het Grieks, vanwege de lange tandwortels. Ten onrechte meende Cope dat de tanden van het normale reptieltype afweken door het ontbreken van vervangingstanden.
Cope liet in 1879 — een melding over het gebruik van afbeeldingen bij een lezing voor de American Philosophical Society op 21 december 1877 verwijst vermoedelijk naar tekeningen van losse botten — ook een reconstructietekening maken door de vergelijkend anatoom John A. Ryder, de eerste keer dat dit voor een sauropode gebeurde. De reconstructie was niet heel nauwkeurig en de nek werd te plat afgebeeld. De basis van de staart werd echter wel correct horizontaal weergegeven. Er zijn een dozijn halswervels, de rug toont het te hoge aantal van achttien en er zijn zevenenvijftig staartwervels. Ten onrechte worden hand en voet met een volledig stel klauwen afgebeeld. De tekening werd op ware grootte op doeken overgebracht zodat Cope die kon gebruiken bij lezingen om indruk op het publiek te maken met de lengte van achtenzestig voet. Cope zelf zou de tekening nooit publiceren; dat deed C.C. Mook voor het eerst in 1914.
Cope benoemde in 1878 een Amphicoelias latus, gebaseerd op specimen AMNH 5765, vier staartwervels en een dijbeen. Vermoedelijk gaat het hier om een jong exemplaar van Camarasaurus. Dat maakt A. latus vermoedelijk tot een jonger synoniem van C. supremus.

#### Vondsten door Marsh

Het gebied waar camarasaurusfossielen gevonden zijn

Cope had een rivaal, zijn collega professor Othniel Charles Marsh. Ook Marsh kreeg de beschikking over fossielen van Camarasaurus, in 1877 gevonden door zijn medewerkers William Harlow Reed en William Edwards Carlin, maar was niet genegen om die een naam te geven die Cope bedacht had. In december 1877 benoemde hij daarom een skelet met schedel uit de Como Bluff Quarry 1, YPM 1901, als een soort van Apatosaurus: Apatosaurus grandis, 'de grote'. Ondanks de naam gaat het om een jong dier. Het paratype is een tweede skelet, YPM 1905, gevonden in de winter van 1877/1878. Dit bewaarde een veel groter deel van de schedel, de eerste keer dat van een sauropode ook een deel van de snuit gevonden was. Marsh beschreef YPM 1905 kort in 1879 en meer uitgebreid in 1880, waarbij ook de binnenkant van de hersenpan besproken werd. Uiteindelijk zou Marsh alle schedelelementen uit elkaar laten nemen waarvan hij illustraties liet maken voor een gepland boek over de Sauropoda dat echter nooit gepubliceerd zou worden. Het zou dit schedelmodel zijn dat Marsh in 1883 zou gebruiken in zijn reconstructie van Brontosaurus wat weer zou leiden tot het beruchte geval dat dit laatste dier een eeuw lang met de foute kop werd afgebeeld. Later liet Marsh ook nog de schedels YPM 1902 en YPM 1917 opgraven.

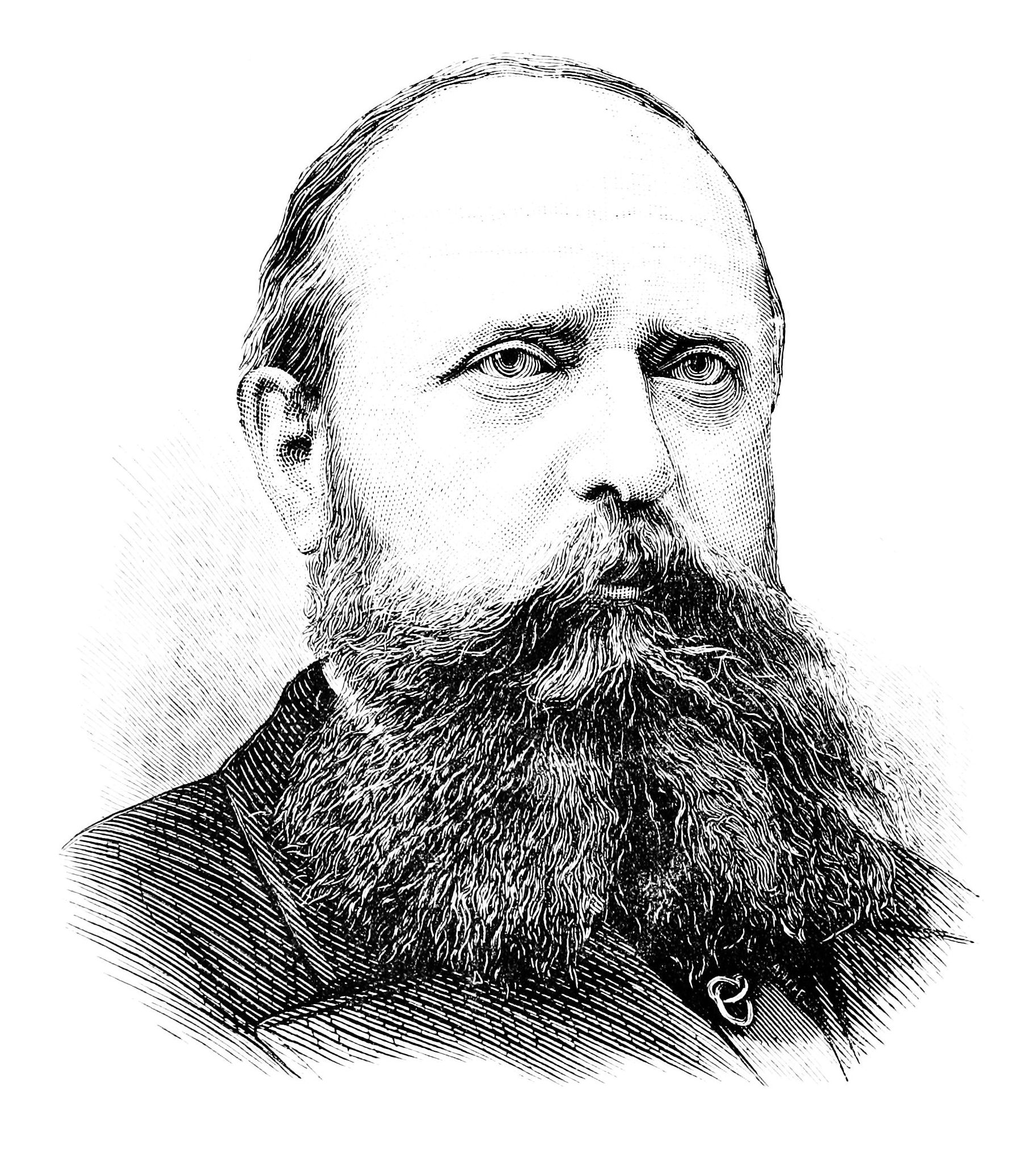
Marsh was in 1877 net te laat om als eerste het taxon te benoemen

In 1878 hernoemde hij deze soort tot een Morosaurus grandis en benoemde op basis van ander camarasaurusmateriaal ook nog een Morosaurus impar (gebaseerd op heiligbeen YPM 1900) en een Morosaurus robustus (gebaseerd op darmbeen YPM 1902, misschien van hetzelfde individu als YPM 1905). In 1884 benoemde Marsh een Diplodocus lacustris gebaseerd op specimen YPM 1922, een schedel. Naar moderne inzichten gaat het ook hier om een fossiel van Camarasaurus. Ook dit wordt door bronnen vermeld als de eerste sauropode schedel die ooit formeel beschreven werd. In 1896 werd dit gevolgd door een Pleurocoelus montanus (YPM 1908, een skelet zonder schedel of nek van een jong dier). In 1925 voegde Charles Whitney Gilmore P. montanus met A. grandis samen tot een Camarasaurus grandis en hernoemde de twee andere tot een Camarasaurus impar en een Camarasaurus robustus. Ook de laatste twee worden tegenwoordig als jongere synoniemen van C. grandis gezien; Gilmore twijfelde al sterk aan hun geldigheid en gaf ze onder voorbehoud als mogelijke soorten.
In 1889 benoemde Marsh nog een soort van Morosaurus: Morosaurus lentus, 'de slome', gebaseerd op YPM 1910, een skelet met schedel van een jong dier gevonden bij Como Bluff in Albany County, Wyoming. Al rond 1900 werd begrepen dat dit tot het materiaal van Camarasaurus behoorde en in 1914 benoemde Charles Craig Mook een aparte Camarasaurus lentus maar pas na 1981 werd deze soort door het werk van John Stanton McIntosh meer algemeen als mogelijk geldig aanvaard.
De beslissing van Marsh om Camarasaurus bij Morosaurus onder te brengen zou tot vele jaren van grote verwarring leidden. Morosaurus zelf was namelijk identiek aan Apatosaurus en die viel weer samen met Brontosaurus. Het gebeurde dat bij een skeletopstelling van Apatosaurus het hoofd van Camarasaurus gebruikt werd en bij een van Diplodocus de handen van Camarasaurus. De bekende stompe kop waarmee Brontosaurus gedurende het grootste deel van de twintigste eeuw afgebeeld werd, is dus in feite die van Camarasaurus. Henry Fairfield Osborn, die in 1898 het teveel aan namen wat wilde verminderen, liet ze allemaal onder de oudste naam vallen: Camarasaurus. In 1906 beschreef Osborne een schedel AMNH 467, gevonden in de Bone Cabin Quarry van Wyoming en geïllustreerd door Adam Hermann. Pas Gilmore begreep dat de Diplodocidae in bouw en verwantschap duidelijk van Camarasaurus afweken.

#### Vondsten in Utah

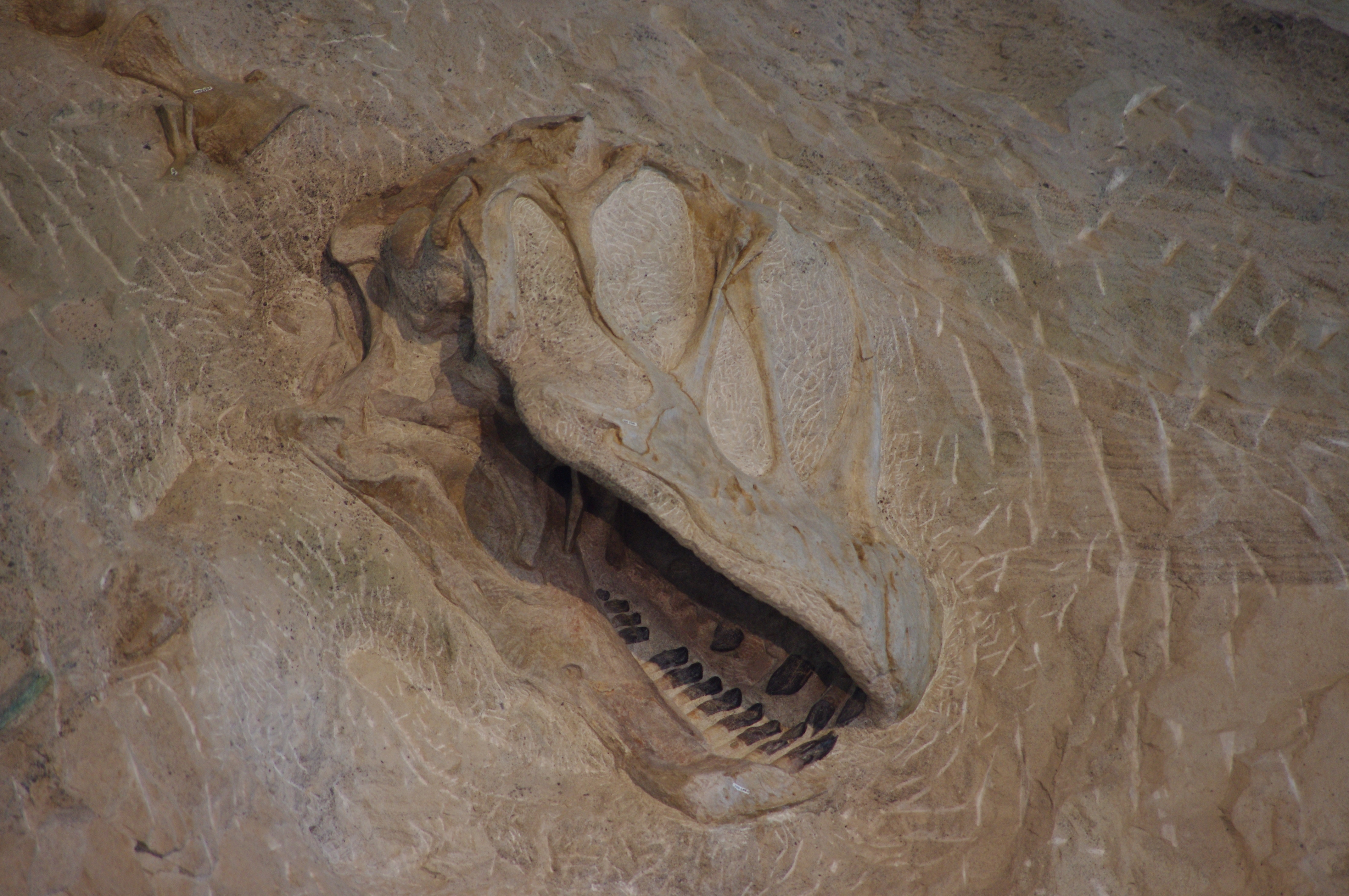
DNM 975, de cliff skull. De rechteronderkaak is verwijderd zodat men recht op binnenzijde van de linkeronderkaak kijkt waarvan de volledige structuur zo voor het eerst in samenhang bestudeerd kon worden

Uintasaurus douglassi, benoemd door William Jacob Holland in 1919 op basis van specimen CM 11069, een reeks van vijf achterste halswervels, waarbij de soortaanduiding Earl Douglass eert, en Camarasaurus annae, benoemd door Tage Ulrich Holten Ellinger in 1950 en gebaseerd op een enkele voorste ruggenwervel uit Utah (CM 8942), zijn misschien synoniemen van Camarasaurus lentus. Douglass groef na 1909, naast tientallen losse botten, een aantal zeer complete exemplaren van Camarasaurus op bij het Dinosaur National Monument. Een daarvan is het beroemde CM 11338, een in anatomisch verband liggend vrijwel volledig skelet van een jong dier van vijf meter lang dat talloze malen in boeken is afgebeeld. Het bewaart ook wat huidafdrukken. Het werd in 1922 opgegraven en vertegenwoordigde toen het meest complete sauropode skelet dat ooit gevonden was. Toen het in het Carnegie Museum werd tentoongesteld, was dit de eerste sauropode museumopstelling waarin geen materiaal van meerdere individuen was samengevoegd. Twee andere betreffen de skeletten van volwassen dieren CM 11373 en CM 11393, de laatste met een schedel die apart gecatalogiseerd werd als CM 12020 en gebruikt voor een skelet van Apatosaurus. In 1914 werd ook een opvallend grote schedel gevonden, CM21751. De opgravingen hielden in 1922 op omdat Andrew Carnegie ze niet meer kon financieren.

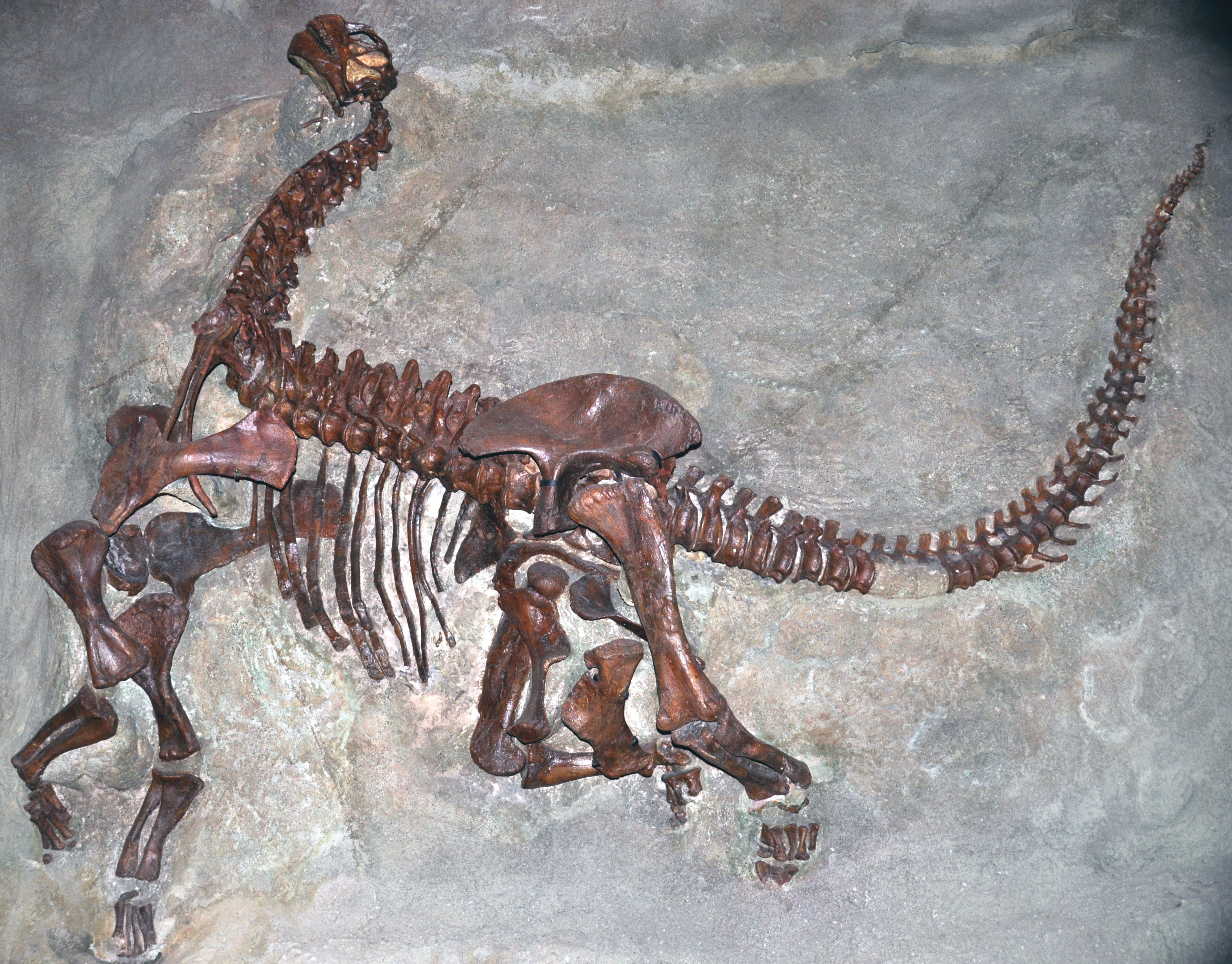
CM 11338

Douglass stelde in 1915 voor de vindplaats te overkappen. Ondanks wat voorbereidend werk in de jaren dertig, was het er nooit van gekomen maar in de jaren vijftig werd het plan weer opgevat. Theodore E. White bewees door de vondst van twee exemplaren van Camarasaurus dat er nog voldoende fossielen aanwezig waren om tot een voor bezoekers aantrekkelijk schouwspel te komen. Twee schedels werden in de overkapte rotswand van het monument gedeeltelijk blootgelegd zodat ze voor het publiek zichtbaar bleven: DNM 975, de cliff skull die aan het uiteinde ligt van een reeks van acht halswervels en DNM 1009, de hump skull die zo heet omdat ook de rest van het skelet bewaard is in een verheffing waar rondom het gesteente weggekapt is. Een ander belangrijk exemplaar uit de groeve is DINO 28 dat de hersenpan bewaart. C. lentus wordt ook wel als een jonger synoniem van C. supremus gezien daar de soorten, afgezien van de omvang, anatomisch zeer op elkaar gelijken.

#### Cathetosaurus
In 1988 benoemde de Amerikaanse paleontoloog James Alvin Jensen Cathetosaurus lewisi op basis van specimen BYU 9047, een gedeeltelijk skelet uit Colorado. In 1992 oordeelde McIntosh dat het een soort van Camarasaurus betrof: Camarasaurus lewisi. Dit is omstreden daar het een duidelijk afwijkende vorm betreft. De soortaanduiding verwijst naar Arnold Lewis, een studievriend van Jensen die zijn interesse voor paleontologie opwekte. In 2013 oordeelde Octávio Mateus dat het als een apart geslacht beschouwd moest worden.

#### Camarasaurussp.
Van veel meer fragmentarische vondsten is het onduidelijk tot welke soort ze behoren; deze worden meest aan een onbepaalde Camarasaurus sp. toegewezen. Daaronder valt ook YPM 1904, het typespecimen van Morosaurus agilis benoemd door Marsh in 1889 en in 1970 door Rodney Steel hernoemd tot Camarasaurus agilis. Volgens McIntosh gaat het niet om materiaal van Camarasaurus.

#### Vondsten buiten de Verenigde Staten van Amerika
Ook resten buiten Noord-Amerika zijn soms wel aan Camarasaurus toegeschreven. Dat leverde een Camarasaurus alenquerensis op toen McIntosh in 1987 Apatosaurus alenquerensis hernoemde, tegenwoordig Lourinhasaurus uit Portugal. De soortaanduiding verwijst naar Alenquer.

#### Moderne vondsten en onderzoek
Na de jaren twintig was er weinig belangstelling om nog meer skeletten op te graven. Men meende het dier nu wel te kennen. De 'dinosauriërrenaissance' leidde echter tot een grotere aandacht voor dinosauriërs en daarmee ook voor Camarasaurus. In 1992 werden in Wyoming in de Beside Sauropod Quarry door het Wyoming Dinosaur Center twee verspreide skeletten van volwassen dieren gevonden, WDC A en WDC B, die werden toegewezen aan Camarasaurus lentus.
Door het grote aantal vondsten, al in 2001 geschat op 175, is Camarasaurus tegenwoordig vrij compleet bekend; Camarasaurus lentus is zelfs de meest volledig bekende sauropode met negenennegentig procent van de skeletelementen geïdentificeerd. Veel musea in de wereld hebben echte exemplaren; in Nederland beschikt museum Naturalis te Leiden sinds 1996 over een exemplaar dat voor zestig procent echt is. De ontbrekende delen, waaronder de schedel en de halswervels, zijn nagemaakt van andere fossielen van dezelfde soort.
Een groot probleem bleef lange tijd dat na de publicatie van Mook uit 1921 en de monografie van Gilmore over CM 11338 uit 1925, verdere exemplaren nooit in detail waren beschreven. De belangrijkste moderne beschrijvingen zijn die door James Henry Madsen en McIntosh uit 1995 en 1996, van specimen GMNHPV 101, en een doctoraalscriptie van Takehito Ikejiri uit 2004 over WDC A en WDC B. In 2005 werd nog een studie gepubliceerd over WDC A en B, gericht op de rijping van het skelet. In 2014 werden de ribben, en in 2015 de hand en de voet van specimen SMA 0002 beschreven, een zeer compleet skelet van een oud dier dat in 1992 in de Howe Dinosaur Quarry was gevonden, een vindplaats waar Barnum Brown al in de jaren dertig skeletten van Camarasaurus opgroef. Het bewaart als eerste gevonden sauropode skelet zowel de volledige hand als voet. Het is toegewezen aan een Camarasaurus sp. omdat de soort onduidelijk is. De kop daarvan was al in 2007 gebruikt om een virtueel model van te maken.
In 2021 werd specimen BHI 6200 beschreven, een skelet met schedel in 1999 gevonden op het land van Elaine Waugh in Crook County, Wyoming. Ook dit werd toegewezen aan een Camarasaurus sp.

### Soortenlijst
Het ingewikkelde proces van naamgeving kan worden samengevat in de volgende soortenlijst:
- Camarasaurus supremus Cope 1877: valide typesoort van Camarasaurus
- Caulodon diversidens Cope 1877: jonger synoniem van C. supremus
- Caulodon leptoganus Cope 1878: jonger synoniem van C. supremus
- Amphicoelias latus Cope 1878: jonger synoniem van C. supremus
- Camarasaurus leptodirus Cope 1879: jonger synoniem van C. supremus
- Pleurocoelus montanus Marsh 1896: jonger synoniem van C. lentus
- Camarasaurus lentus (Marsh 1889) Mook 1914: wellicht valide soort, wellicht jonger synoniem van C. supremus, = Morosaurus lentus Marsh 1889
- Uintasaurus douglassi Holland 1919: jonger synoniem van C. lentus
- Camarasaurus grandis (Marsh 1877) Gilmore 1925: valide soort, = Apatosaurus grandis Marsh 1877
- Camarasaurus impar (Marsh 1878) Gilmore 1925: jonger synoniem van C. grandis, = Morosaurus impar Marsh 1878
- Camarasaurus robustus (Marsh 1878) Gilmore 1925: jonger synoniem van C. grandis, = Morosaurus robustus Marsh 1878
- Camarasaurus annae Ellinger 1950: jonger synoniem van C. lentus
- Camarasaurus agilis (Marsh 1889) Steel 1970: nomen dubium, = Morosaurus agilis Marsh 1889, non Camarasaurus
- Camarasaurus alenquerensis (de Lapparent & Zbyszewski 1957) Raath & McIntosh 1987: apart geslacht Lourinhasaurus, = Apatosaurus alenquerensis de Lapparent & Zbyszewski 1957, = Atlantosaurus alenquerensis (de Lapparent & Zbyszewski 1957) Steel 1970, = Brontosaurus alenquerensis (de Lapparent & Zbyszewski 1957) Olshevsky 1978
- Camarasaurus lewisi (Jensen 1988) Miller, McIntosh, Stadtman & Gillette 1992: valide soort, wellicht apart geslacht, = Cathetosaurus lewisi Jensen 1988

## Beschrijving

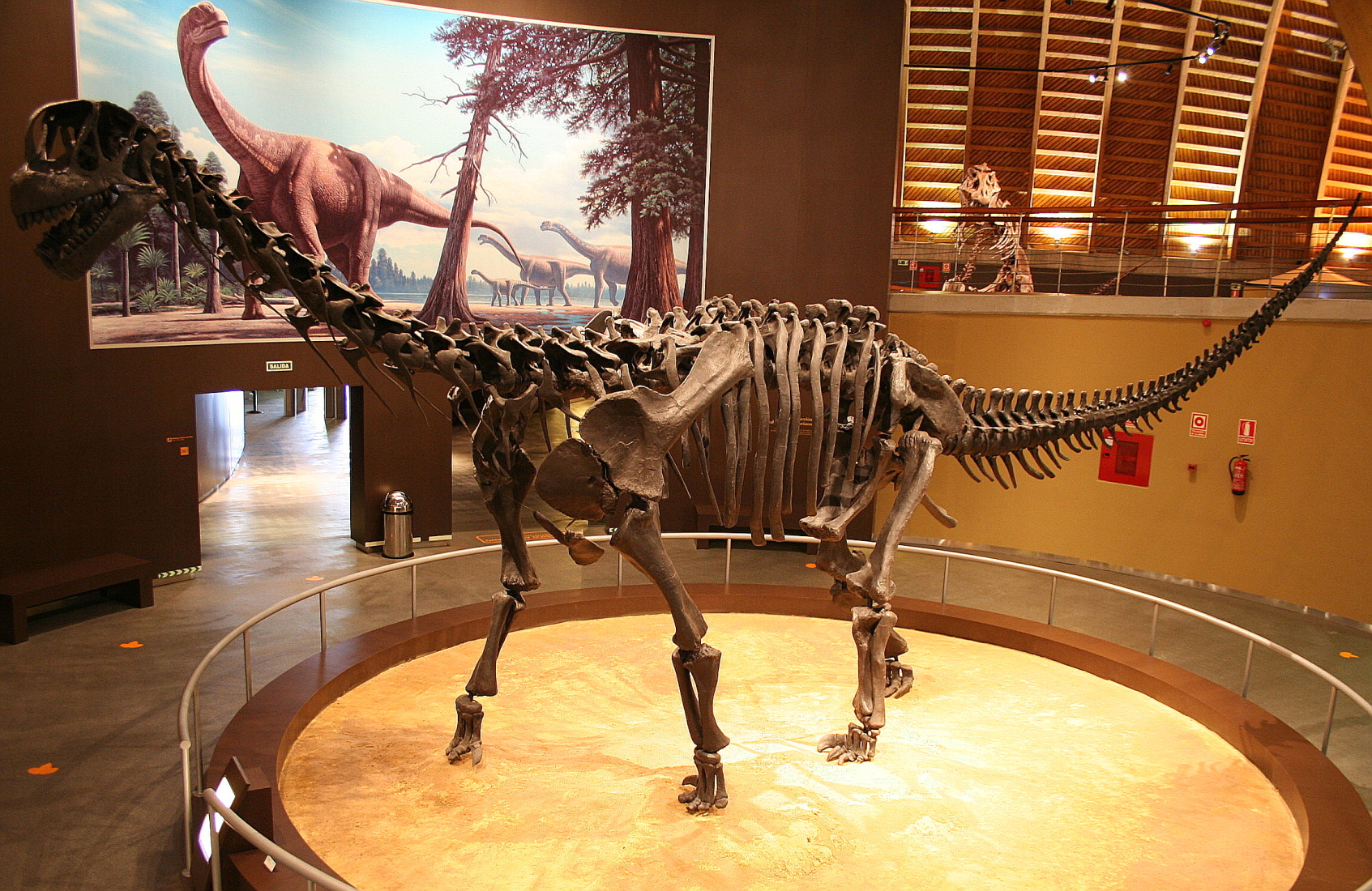
Een skeletmodel van Camarasaurus

### Algemene bouw en grootte

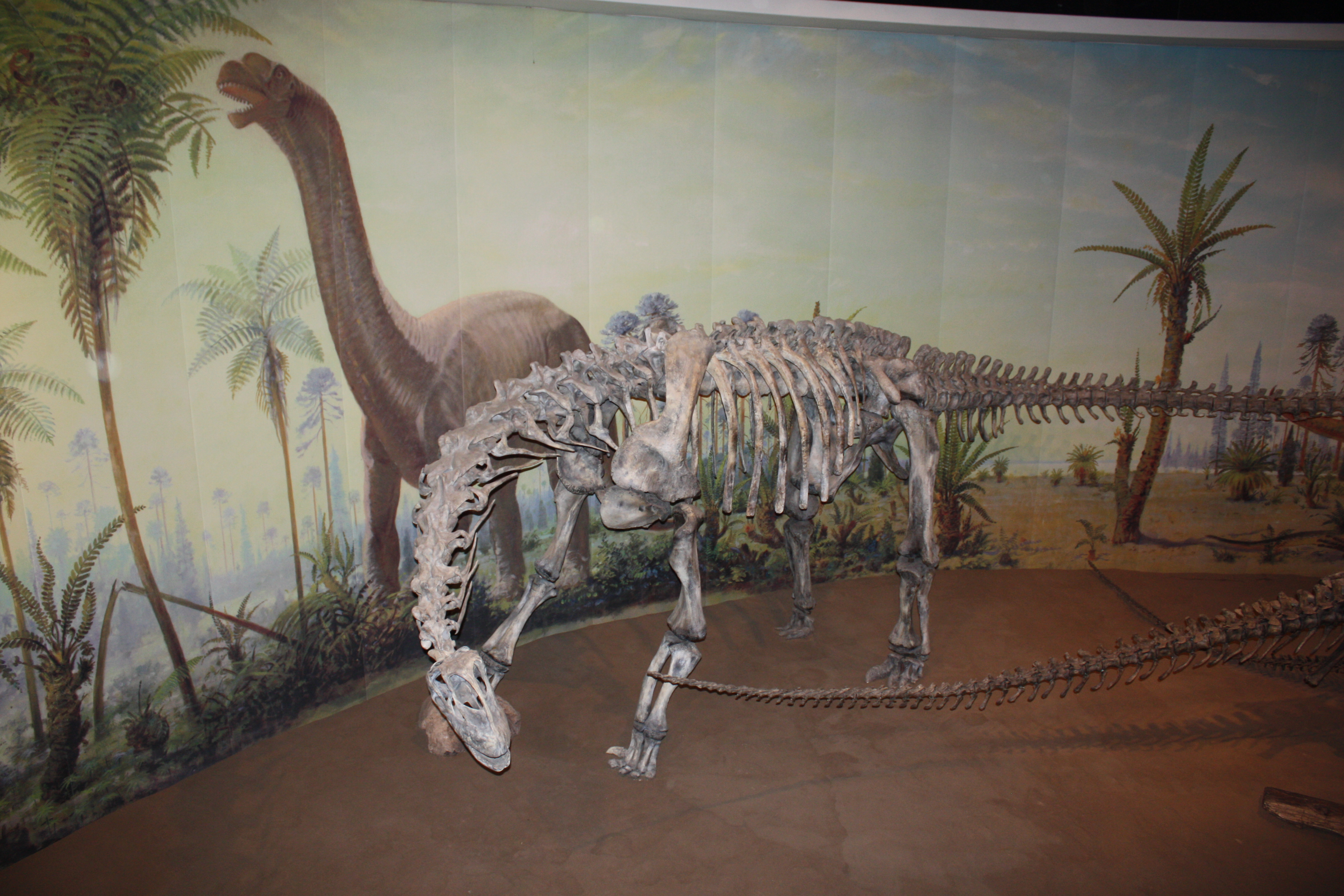
Camarasaurus skeletmodel

Camarasaurus is een middelgrote tot grote sauropode. Cope schatte in eerste instantie de lengte van Camarasaurus supremus op eenentwintig meter; wat later stelde hij dat bij tot achttien meter. In 2010 schatte Gregory S. Paul de lichaamslengte van C. lentus op vijftien meter, het gewicht op vijftien ton. Voor C. supremus lagen deze schattingen op achttien meter en drieëntwintig ton. C. grandis zou veertien meter lang zijn en dertien ton wegen. De afwijkende en oudere C. lewisi is duidelijk kleiner met dertien meter en tien ton. Sommigen schatten het gewicht van sauropoden door af te gaan op de diameter van het dijbeen en dat te vergelijken met dijbeenderen van moderne zoogdieren. C. supremus zou dan een gewicht gehad hebben van zevenenveertig ton. Deze methode is echter omstreden omdat zij bij sauropoden tot een systematische overschatting zou leiden. Sommige exemplaren waren opvallend klein. SMA 0002 was kennelijk een vrijwel bejaard exemplaar maar slechts een tien meter lang. Dat is zo afwijkend dat in 2014 gesuggereerd is dat het om een aparte 'dwergcamarasaurus' zou gaan maar het kan ook een geval zijn van individuele variatie. Dat kleine exemplaren als CM 11338 en SMA 0002 het best beschreven zijn, heeft vaak tot de indruk geleid dat Camarasaurus in het algemeen een 'middenmoter' was, duidelijk kleiner dan echte reuzen als Brachiosaurus en Brontosaurus. De grootste individuen van Camarasaurus moeten echter een schouderhoogte van ruim vier meter gehad hebben en hun rompvolume benaderde dat van Giraffatitan.
Camarasaurus heeft een wat gedrongen bouw, in de zin dat de nek en de staart tamelijk kort zijn. De poten zijn echter weer relatief lang. De voorpoten hebben voldoende lengte om de schoften hoger te brengen dan het bekken. De buik is zeer breed. De brede en lage nek draagt een korte, bolle en vrij grote kop met grote hoge tanden.

### Onderscheidende kenmerken
Ikejiri wist in 2004 een aantal onderscheidende kenmerken van Camarasaurus ten opzichte van andere dinosauriërgeslachten vast te stellen. De bovenkaken en onderkaken zijn massief gebouwd. In het verhemelte is het ploegschaarbeen massief gebouwd. In de hersenpan is de processus basipterygoideus kort. Er zijn twaalf halswervels en twaalf ruggenwervels. Sommige voorste halswervels en alle middelste en achterste halswervels hebben gevorkte doornuitsteeksels. Bij sommige ruggenwervels zijn de doornuitsteeksels U-vormig in plaats van V-vormig. De achterste ruggenwervels, de sacrale wervels en de voorste staartwervels hebben korte maar massief gebouwde doornuitsteeksels. De staart is kort met drieënvijftig wervels. Het bovenste uiteinde van het schouderblad is sterk verbreed. De voorpoten zijn slanker dan de achterpoten. Het opperarmbeen heeft zevenenzeventig procent van de lengte van het dijbeen. De pols telt twee carpalia, het ulnare en het radiale. Het derde middenhandsbeen heeft drieëndertig procent van de lengte van het opperarmbeen. Het schaambeen is massief gebouwd met een korte schacht. Het zitbeen is slank, vooral in de schacht. Het scheenbeen heeft zestig procent van de lengte van het dijbeen.

### Verschillen tussen de soorten onderling
Ikejiri bepaalde ook de kenmerken waarin de camarasaurussoorten onderling verschilden. Die bleken wat drie van de vier soorten betreft erg beperkt te zijn in omvang. De oudere C. grandis verschilt van de latere C. lentus/C. supremus tak in maar twee eigenschappen: de doornuitsteeksels van de derde tot en met achtste ruggenwervels zijn hoog en de doornuitsteeksels van de eerste tot met vijfde of zesde staartwervel hebben in vooraanzicht een T-vormige doorsnede. Bij C. lentus/C. supremus zijn de doornuitsteeksels van de voorste ruggenwervels laag en is de verbreding van de doornuitsteeksels van de voorste staartwervels meer geleidelijk zodat er geen tafelvormig plateau ontstaat. Het enige verschil tussen C. lentus en C. supremus, behalve de gemiddelde grootte, bestaat hierin dat de doornuitsteeksels van de voorste ruggenwervels bij de eerste soort overdwars erg dik en massief zijn en bij de laatste soort wat dunner.
Daarentegen heeft C. lewisi, oorspronkelijk benoemd als Cathetosaurus, een duidelijk andere bouw: de gevorkte wervels lopen in een zeer diepe splitsing helemaal door van de derde halswervel tot en met de elfde ruggenwervel, terwijl ook de twaalfde ruggenwervel een kleine deuk heeft in de top van de spina. Verder zijn de achterste ruggenwervels en de sacrale wervels van het heiligbeen verstevigd door dikke verbeende pezen die van het doornuitsteeksel van de voorliggende wervel naar het zijuitsteeksel, de diapofyse, van de achterliggende wervel lopen.
Het onderscheid tussen de vondsten wordt bemoeilijkt door een grote variabiliteit van de vondsten. Skeletten, ook uit dezelfde vindplaats, verschillen vaak sterk van elkaar. Ten dele kan dit verklaard worden door ontogenie, rijping van het lichaam tijdens de groei. Daarnaast kan er seksuele dimorfie zijn geweest, verschillen tussen de geslachten. Meestal wordt echter aangenomen dat Camarasaurus een uitzonderlijk grote individuele variatie toonde.

### Skelet

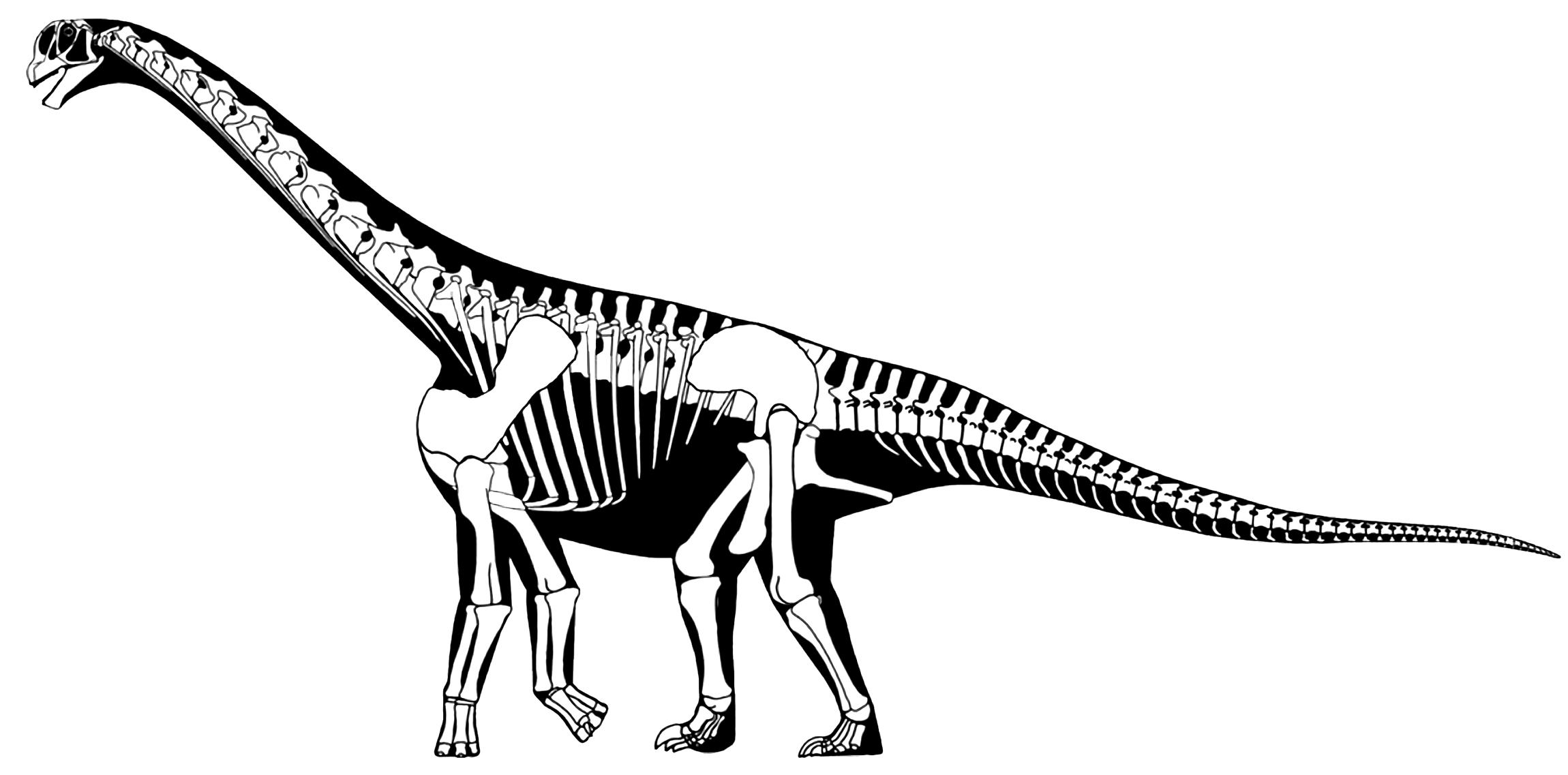
Een skeletdiagram door Scott Hartman

#### Schedel
De schedel van Camarasaurus is voor een sauropode opvallend kort en hoog. De voorste snuitpunt is nog wat afgerond maar daar vlak boven rijst het voorprofiel tamelijk steil omhoog. Dit levert weer een korte en hoge praemaxilla op. Op halve hoogte is er een plotse knik naar achteren. Daar begint een tweede, ingesprongen, steil profiel van de middenbalk tussen twee enorme neusgaten. Het neusgat beslaat meer dan de helft van de verticale dimensie van de schedel. Anders dan bij veel andere sauropoden komt het echter niet boven het niveau van de oogkas uit. De oogkas is groot, een staande ovaal met onderaan een scherpe punt. Onderaan zijn neusgat en oogkas gescheiden door een kleine smalle fenestra antorbitalis. Dat wordt weer van het neusgat gescheiden door een lange opgaande tak van het bovenkaaksbeen en van de oogkas door een gewrongen traanbeen. Alle drie deze openingen liggen vrij hoog door een hoog hoofdlichaam van het bovenkaaksbeen. Het spatelvormige onderste slaapvenster bevindt zich achter dit hoofdlichaam. Dat zorgt voor een zeer dun en gebogen jukbeen dat vooraan helemaal om het venster kromt teneinde een meer horizontaal dan verticaal lopende tak te vormen onder de oogkas. Die tak raakt het postorbitale been dat dus tamelijk laag ligt als begrenzing van een nog wat lagere achterkant van de schedel. Deze rotatie met de klok mee van de achterste schedelelementen is echter lang niet zo extreem doorgevoerd als bij de Diplodocidae. Van boven bezien is de schedel relatief smal. Een tongvormig profiel eindigt vooraan in een vrij scherpe punt. De schedel is het breedst achter de oogkassen.

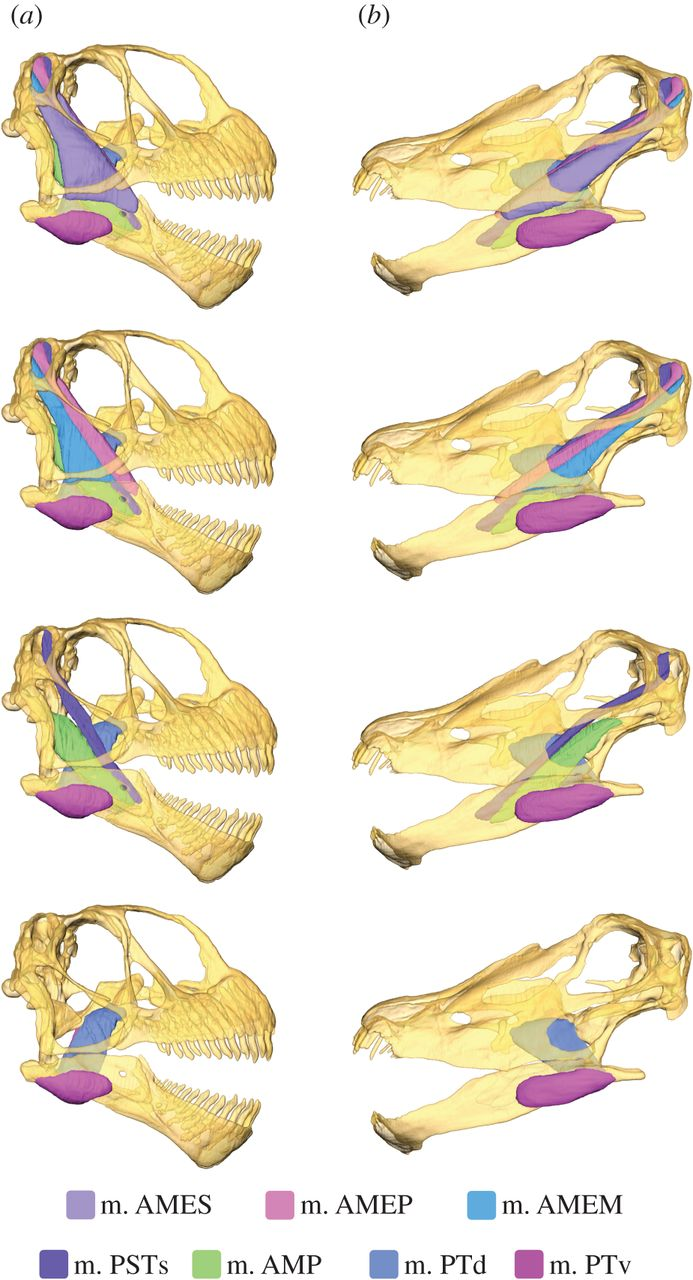
Kauwspieren van Camarasaurus vergeleken met die van een diplodocine

De praemaxilla heeft een rechthoekig hoofdlichaam. Dit lijkt sterk op de situatie bij Brachiosaurus en Giraffatitan. De opgaande tak is overdwars smal en loopt naar achteren door tot over de helft van de hoogte van het neusgat. De interne vleugels van de praemaxillae zijn breed. Ze maken contact met de ploegschaarbeenderen. De openingen voor de aderkanalen boven de vier tandkassen liggen in de onderzijde van een uitspringende beenwand zodat ze naar beneden gericht zijn. De praemaxilla is achteraan hecht met het bovenkaaksbeen verbonden door een buitenste tak die daarvan een stuk buitenkant overlapte en een binnenste tak die de binnenkant omklemde. Het bovenkaaksbeen is robuust en een van de meest gevonden elementen van het geslacht. Een dunne tak loopt schuin omhoog naar het neusbeen, verbredend daarvan de neergaande tak ontmoetend. Hun contact wordt ingeklemd tussen buitenste en binnenste voorste beenplaten van het traanbeen. De voorste tak is stomp. Het raakvlak daarvan met de praemaxilla loopt naar binnen door en vormt de bodem van het benige neusgat. Vrij hoog, op de grens van het hoofdlichaam, ligt een opening met een onbekende functie, de fenestra maxillaris anterior. Meer naar achteren steekt een driehoekig uitsteeksel omhoog in de onderzijde van het traanbeen. Dit contact stond misschien wat bewegingsvrijheid toe. Het bovenkaaksbeen buigt vrij diep naar achteren en beneden, het quadratojugale rakend en het jukbeen van de onderste schedelrand verdringend. De tandenrij beslaat driekwart van de kaakrand van het bovenkaaksbeen. Het neusbeen is een dunne plaat die geleidelijk naar boven welft. Achteraan is er een driehoekig uitsteeksel naar het prefrontale en wordt meer naar binnen door de voorrand van het voorhoofdsbeen overlapt. Meer naar voren is er een gegroefde zijdelingse vleugel die in een holte in de zijkant van het traanbeen past. Een dun voorste uitsteeksel vormt de bovenrand van het neusgat en overlapt de opgaande tak van de praemaxilla. Het prefrontale vormt een breed en hoog beenblok aan de voorste bovenrand van de oogkas. De voorhoofdsbeenderen vormen samen een dikke rechthoekige plaat. Bij volwassen dieren zijn ze middenin vergroeid door een zigzaggende beennaad. Ze vormen de achterste binnenzijden van de oogkassen. Aan de achterzijde van de voorhoofdsbeenderen bevindt zich bij sommige exemplaren, vooral die van C. grandis, een foramen op de middenlijn. Dat andere specimina, vooral van C. lentus, dit kenmerk missen, kan een gevolg zijn van een soortonderscheid maar ook van individuele variatie. Het foramen kan zelfs een gevolg zijn van beschadigingen. Het wandbeen vormt zowel de voorrand als achterrand van het bovenste slaapvenster en raakt het postorbitale en het squamosum. Het levert maar een kleine bijdrage aan de achterrand van het schedeldak.

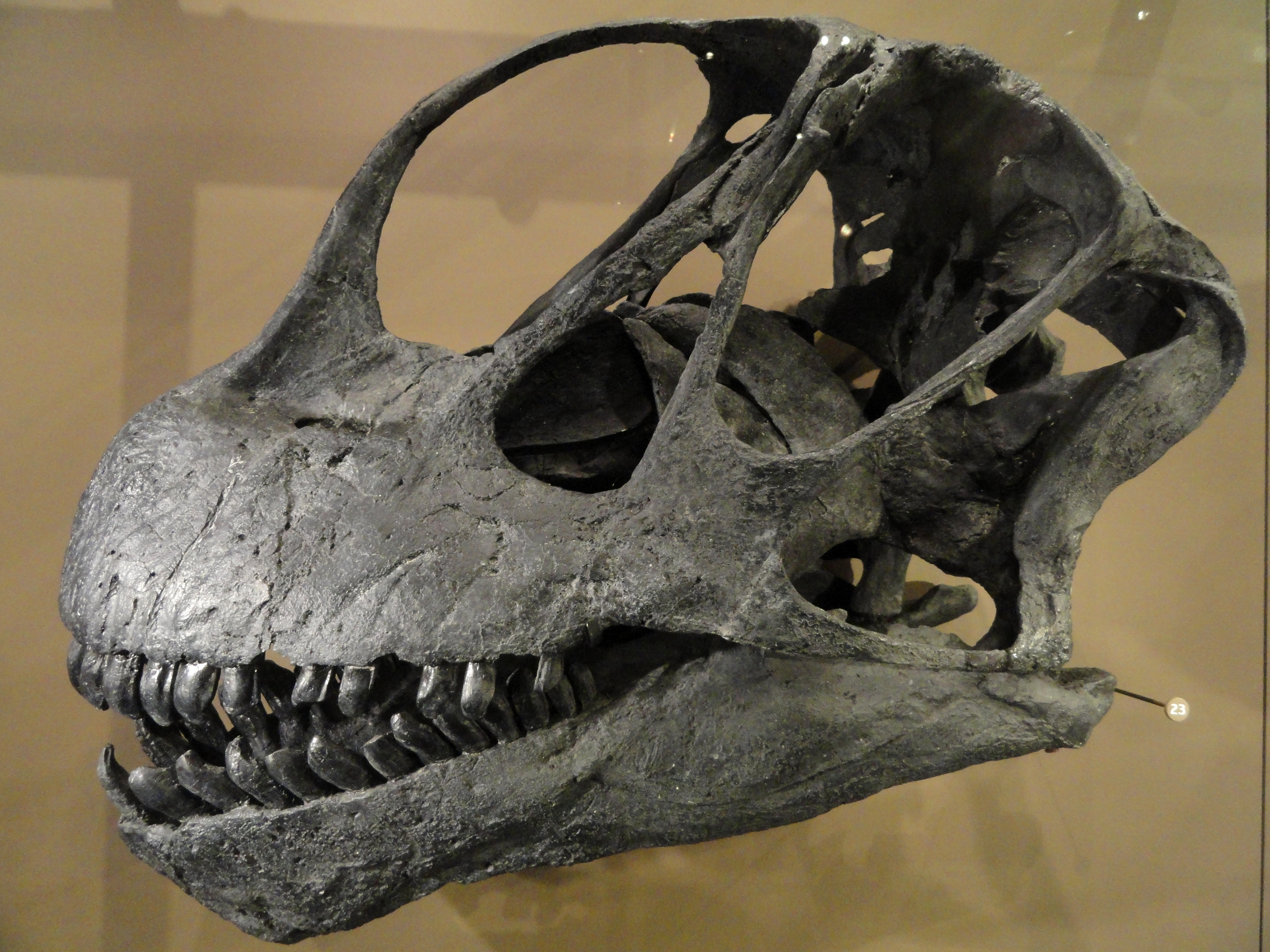
Een afgietsel van een schedel

Het traanbeen is een relatief verticaal en overdwars plat element. Het overlapt onderaan het bovenkaaksbeen en wordt daar zelf overlapt door het jukbeen. Direct achter de beenplaat die naar voren neusbeen en bovenkaaksbeen overlapt, bevindt zich de verticale ovaal van het foramen lacrimale. Het jukbeen is bij Camarasaurus opvallend gereduceerd tot een V-vormig element dat de onderrand van de schedel niet meer raakt. Een voorste tak of punt rust in een holte op de buitenzijde van de achterste tak van het bovenkaaksbeen. Een lange achterste tak overlapt de binnenzijde van de voorste tak van het quadratojugale, onder het onderste slaapvenster. De opgaande tak loopt over drie vijfden van de voorrand van het onderste slaapvenster in een schuine beennaad achter de neergaande tak van het postorbitale. Er is eigenlijk geen echte tak meer richting traanbeen. Het os postorbitale waarin bij alle sauropoden het oude os postfrontale naadloos is opgenomen, zelfs bij de jongste dieren, is een driestralig element. Het vormt een dikke brede ruwe beenwal tussen de oogkas en het bovenste slaapvenster. De neergaande tak is veel dunner in zijaanzicht maar bovenaan nog vrij dik overdwars. Het quadratojugale is L-vormig met een veel langere voorste dan opgaande tak. De takken raken elkaar in een abrupte rechte hoek. De opgaande tak wordt aan de buitenste voorrand overlapt door het squamosum, wat het quadratum van de buitenzijde van de schedel dringt. De voorste tak verbreedt zich geleidelijk naar voren toe. De tak overlapt de achterste tak van het jukbeen over de volle lengte zodat het bovenkaaksbeen aan de achterste onderzijde geraakt wordt. Het quadratum staat opvallend recht en is maar iets hol naar achteren gekromd. Dit bot verschilt maar weinig van dat van andere sauropoden. Het squamosum heeft het profiel van een vraagteken tussen het quadratum en het postorbitale, de achterste bovenhoek van het onderste slaapvenster omvattend.
Osborne en Mook vonden in 1921 de hersenpan bijzonder klein, nauwelijks breder dan de voorste halswervels. In feite is de hersenpan van Camarasaurus voor een sauropode nog relatief robuust. Van Camarasaurus zijn meer hersenpannen bewaard en bestudeerd dan van enig andere sauropode. De hersenpan is vrij basaal, met onderaan korte processus basipterygoidei, afhangende uitsteeksels voor het contact met het achterste verhemelte. De bovenliggende tubera basilaria waaraan de kop naar beneden getrokken werd, zijn relatief lang en staan uiteen onder een hoek van vijfenveertig graden, met een smalle uitholling ertussen. CM 11338 bewaart ook een drie centimeter lange stapes, welke in 1996 als eerste oorbot van een sauropode werd beschreven.
Het verhemelte van Camarasaurus is wat minder goed bekend dan de overige schedeldelen. Veel van de bekendere schedels missen de onderkant ten dele of die is onvoldoende geprepareerd. Het is echter duidelijk dat het verhemelte extreem gewelfd is, zozeer dat beide helften meer verticaal dan horizontaal staan. Dat schept de illusie dat de verschillende openingen kleiner zijn dan in werkelijkheid, als men de schedel in onderaanzicht afbeeldt. Het achterste pterygoïde is het grootste bot in het verhemelte en maakt een hoek van zestig graden met het horizontale vlak. In de illustratie van Marsh (1880) is het pterygoïde met het quadratojugale verwisseld. Een klein ectopterygoïde, met een matig naar onderen verbreed buitenste uiteinde, verbindt het pterygoïde met de binnenste achterzijde van het bovenkaaksbeen. Het jukbeen is bij sauropoden zo sterk gereduceerd dat het niet langer als verankering van het verhemelte kan dienen. Het verhemeltebeen, het os palatinum, is ook aan het bovenkaaksbeen verbonden, aan de binnenzijde van de interne vleugel. De ploegschaarbeenderen zitten geklemd tussen de interne vleugels van de achterzijden van de praemaxillae. Het ploegschaarbeen is overdwars afgeplat en heeft het profiel van een rechthoekige driehoek.

#### Onderkaken
Net als de eigenlijke schedel, is de onderkaak vrij kort. Naar voren toe wordt de onderkaak van de zevende tand af hoger zodat een kenmerkende 'kin' ontstaat. Het voorste bot, het os dentale of dentarium, staat vol tanden; alleen een kort gedeelte achteraan is tandeloos. Bij veel sauropoden zijn de tanden tot het voorste stuk beperkt. De onderkaak heeft geen zijvenster. De bovenste achterkant heeft een grote opening waar doorheen de sluitspier het binnenste kan bereiken. Zelfs bij oude exemplaren zijn de onderkaken niet vooraan vergroeid tot een echte symfyse. In onderaanzicht is het profiel van de onderkaken samen U-vormig. Hun raakpunt is breed en vlak en in zijaanzicht licht hol wat de 'kin' versterkt.

#### Tanden
Er staan vier tanden in de praemaxilla, acht tot tien in het bovenkaaksbeen en tien tot dertien in het dentarium van de onderkaak. De tanden zijn lepelvormig of spatelvormig en relatief smal. Ze staan dicht opeen. Ze worden van achteren naar voren vervangen zoals bij alle reptielen. De onderkaak maakt een simpele op- en neergaande beweging om planten af te bijten. Michael D'Emic stelde echter in 2013 dat de stevige wat knobbelige tanden van Camarasaurus meer dan bij andere sauropoden in staat zouden zijn het voedsel iets te kauwen. Dat zou dan ook de reden zijn voor de hoge schedel en de zware kaken die dan ruimte boden voor de spieren, nodig om de kauwfunctie uit te voeren.

#### Postcrania

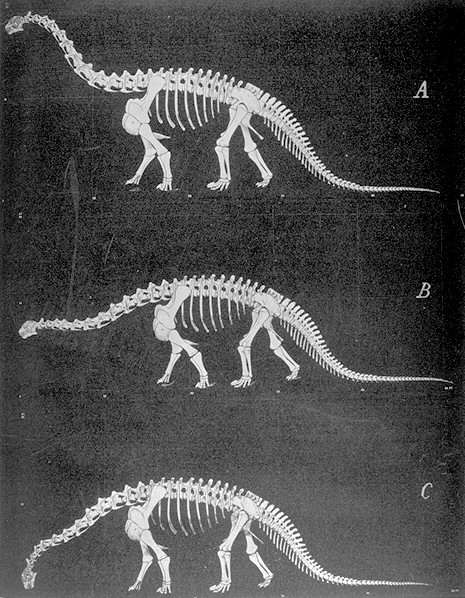
Mook liet in 1918 kartonnen modellen maken van de verschillende botten om hun onderlinge bewegingsvrijheid vast te stellen. Een dier van 52 voet lengte bracht dan de kop op een hoogte van twintig voet

Vermoedelijk zijn er twaalf halswervels want dat is het aantal dat CM 11338 toont, het enige exemplaar dat de volledige nek bewaard heeft. De draaier is erg groot, met een overdwars zeer breed doornuitsteeksel. Dat wordt wel verklaard als een aanpassing aan de relatief zware kop. De pleurocoelen van de draaier zijn erg variabel tussen de verschillende individuen. De verdere voorste halswervels zijn vrij stevig gebouwd, met korte wervellichamen zonder een sterke insnoering. De achterste gewrichtsuitsteeksels steken niet verder uit dan de achterrand van het centrum wat een goede beweeglijkheid impliceert. Ook hier is er een grote variabiliteit in de pleurocoelen en het systeem van laminae. De middelste halswervels, die bij de vijfde wervel beginnen, hebben vrij lage wervelbogen en zijn een stuk langgerekter. De achtste wervel is de langste. De achterste halswervels nemen naar achteren in de reeks snel in breedte toe en worden ook korter. Dit vergroot de opwaartse buigzaamheid van de nekbasis. Hun zijuitsteeksels staan schuin naar achteren. De middelste en achterste halswervels en de voorste en middelste ruggenwervels zijn gevorkt. De 'tanden' van de vork, de metapofysen, staan op de rug wijder uiteen met een U-vormig profiel. Ze zijn ook meer verticaal gericht. Ze zijn relatief kort.
De nekribben zijn erg lang, met twee tot driemaal de lengte van het wervellichaam. Ze zijn verticaal afgeplat en overdwars nogal breed.
De rug telt twaalf wervels, net als vermoedelijk bij de Brachiosauridae. De ruggenwervels zijn zwak opisthocoel, bol van voren, en naar achteren toe worden ze bijna amfiplat, plat aan beide uiteinden. Bij de voorste en middelste ruggenwervels staan de zijuitsteeksels vrijwel horizontaal en haaks naar bezijden uit. Van de vijfde of zesde wervel af is er een hyposfeen-hypantrum-complex van secundaire gewrichtsuitsteeksels. De richel tussen het wervellichaam en het achterste gewrichtsuitsteeksel staat verticaal en is hoog en goed ontwikkeld. Daarentegen is de richel op de onderste achterrand van het zijuitsteeksel zwak ontwikkeld. Van de zevende wervel af zijn de doornuitsteeksels weer enkelvoudig maar wel erg breed overdwars. Het heiligbeen bestaat uit vijf vergroeide sacrale wervels.
CM 11338 heeft drieënvijftig staartwervels, Het is echter mogelijk dat dit aantal individueel varieerde zoals bij veel dinosauriërsoorten het geval was. De staartwervels zijn zwak amficoel. Hun zijkanten worden niet doorboord door pleurocoelen. De chevronfacetten zijn meestal zwak ontwikkeld. Bij de voorste staartwervels zijn de doornuitsteeksels matig lang. Hun dwarsprofiel is een van de duidelijkste kenmerken waar tussen de camarasaurussoorten variatie aanwijsbaar is. Bij C. lentus is er een dikke schacht die geleidelijk naar boven verder verbreed. Bij C. grandis is de schacht meer ingesnoerd zodat een T-profiel ontstaat. Hun onderkanten zijn plat, zonder kiel of trog.
Het schouderblad is aan het bovenste uiteinde opvallend verbreed. De schouderbladen van de grootste exemplaren hebben een lengte die tegen de twee meter loopt, een teken van de aanzienlijke hoogte van de romp. Bij sommige grote exemplaren is het uiteinde minder verbreed en is de overgang naar het ravenbeksbeen meer geleidelijk. Het ravenbeksbeen varieert sterk in relatieve grootte van individu tot individu. Het borstbeen is vooraan het breedst. Het borstbeen heeft vooraan een punt en aan de achterzijde een hol profiel.
Het opperarmbeen is relatief lang maar robuust met een goed ontwikkelde deltopectorale kam die tot halverwege de schacht loopt. De ellepijp is recht met een driestralig bovenvlak. Het spaakbeen is wat ingesnoerd en overdwars afgeplat. De pols telt twee carpalia waarvan het grootste met het eerste tot en met derde middenhandsbeen articuleert, aan de onderzijde van het spaakbeen, en het kleinste met het vierde en vijfde middenhandsbeen aan de onderzijde van de ellepijp. De ondervlakken zijn plat en glad en ze hebben een rechthoekig profiel. Traditioneel werd aangenomen dat het hier om de bovenste carpalia gaat, het radiale en ulnare. In 2015 werd echter geopperd dat het om de onderste carpalia moet gaan, van de veronderstelling uit dat alle elf oorspronkelijke polsbeenderen bij sauropoden als kraakbeen werden aangelegd en pas later ten dele verbeenden. De nauwe hechting aan de middenhand impliceert dan dat er niet nog een kraakbeenlaag onder lag.
De middenhandsbeenderen zijn lang en slank. Ze vormen samen een verticale buisvormige structuur. Strakke kapsels en sterke spieren dwongen de botten bijeen. De middenhandsbeenderen zijn niet hol maar gevuld met vrij dicht en stevig sponsachtig bot. De lange middenhand met driehoekige ondervlakken is typisch voor basale Macronaria. Eerdere Eusauropoda hadden een kortere hand. Het derde middenhandsbeen is volgens McIntosh het langste maar bij de prefect bewaarde hand van SMA 0002 blijkt het tweede middenhandsbeen het langste te zijn, met een lengte tot zevenenvijftig procent van het spaakbeen. Het kan zijn dat dit te verklaren is uit individuele variatie of een ouderdomseffect. De eerste vinger steekt naar binnen uit en draagt een relatief grote duimklauw die wellicht van de grond geheven werd gehouden en als wapen kon dienen als het dier zich op zijn achterpoten oprichtte. In 2015 werd daaraan getwijfeld en men stelde dat de klauw schuin naar beneden en achteren afhing, de punt over de grond slepend. Bij de andere vier vingers zijn de eerste kootjes sterk in de lengte verkort en afgeplat. De tweede tot en met vijfde vingers steken niet vooruit maar liggen onder de middenhand. Daartoe zijn ze vrijwel gereduceerd tot één kootje. Gilmore vermoedde in 1925 dat de formule daarom 2-1-1-1-1 moest zijn. SMA 0002 laat achter zien dat de tweede en derde vingers als tweede kootjes nog rudimentaire stompjes hebben die misschien een functie hadden in een dragen van een soort hoornlaag waarop gelopen werd. De formule van de vingerkootjes is zo 2-2-2-1-1. De vingers waren niet tot een aparte afzet in staat maar verlengden slechts de afzet van de middenhand die wellicht zelf al niet te krachtig was wegens een geringe soepelheid van de pols. Vandaar de brede bovenvlakken van de vingerkootjes.
Bij het darmbeen buigt het voorblad matig naar buiten. Het zitbeen kromt sterk naar achteren.
Bij het scheenbeen is de crista cnemialis, de kam aan het voorste boveneinde, zwak ontwikkeld. Het sprongbeen is in onderaanzicht een rechthoekige driehoek. Het hielbeen is een platte schijf, wat bol van boven, met een ronde omtrek. De middenvoetsbeenderen zijn kort. Het derde en vierde middenvoetsbeen zijn slanker dan de rest maar het vijfde is weer robuust met een overdwars breed bovenste uiteinde. In de voet is de formule van de teenkootjes 2-3-4-2-0. Het derde kootje van de derde teen is erg gereduceerd evenals het tweede kootje van de vierde teen. De eerste drie tenen dragen voetklauwen die naar buiten zwenken, dus van de middenlijn van het lichaam af.

### Weke delen en huidafdrukken
Gilmore meldde in 1925 bij CM 11338 gecarboniseerde stukken op de onderste borstkas en daaronder. Deze tonen geen duidelijk patroon van schubben. Wellicht betreft het resten van andere weefsels.
SMA 0002 bewaart huidafdrukken. Onder de palmzijde van de tweede en derde vinger is een afdruk zichtbaar. Die laat echter geen duidelijk schubpatroon zien. Wel ligt er een grijze laag op. Wellicht gaat het hierbij niet zozeer om een afdruk maar een restant van weefsel, wellicht van de huid. Die zou zich dan op zes millimeter van het bot bevonden hebben. Ook bij de voet en het hogere onderbeen zijn afdrukken te zien. Die tonen twee typen van patronen. Het eerste patroon bestaat uit zeshoekige of althans veelhoekige structuren met een plat oppervlak en een diameter van vijftien tot achttien millimeter. Deze structuren, vermoedelijk schubben, liggen op een rij. Bij het tweede patroon zijn de schubben ook zeshoekig maar kleiner, met een diameter van zes tot tien millimeter. Ze liggen niet zo duidelijk op een rij en hebben een licht bol oppervlak. Het tweede patroon is ook als afgietsel aanwezig, dus men ziet niet alleen de indruk van de huid op het omringende gesteente maar ook gesteente als opvulling van de oorspronkelijke vorm van de ledemaat die de huid bedekte. Ook hier lijkt er op plaatsen een restant van het oorspronkelijke weefsel zichtbaar in de vorm van een zwarte laag.

## Fylogenie

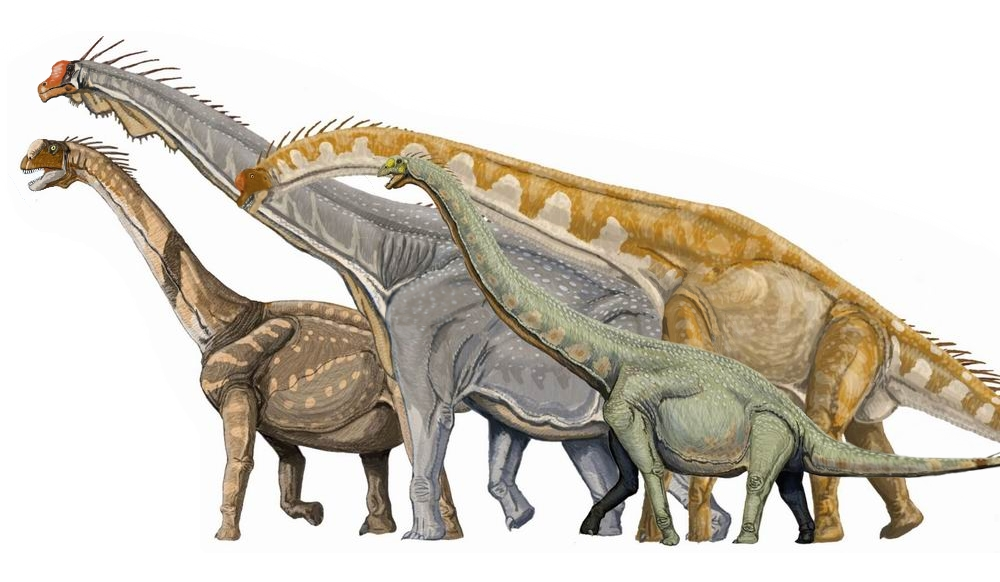
Camarasaurus, links, vergeleken met een aantal andere basale Macronaria: Brachiosaurus, Giraffatitan en Euhelopus

Camarasaurus werd oorspronkelijk door Cope ondergebracht in een eigen Camarasauridae. In 1891 kwam hij daar weer op terug en schreef de soort toe aan de Cetiosauridae. Overigens plaatste hij die niet in de Sauropoda want dat was een begrip dat Marsh had bedacht. Cope gebruikte het concept van Richard Owen: de Opisthocoelia. Andere onderzoekers namen indertijd meestal een verband aan met Apatosaurus en plaatsten de soort in Marsh' Morosauridae. In het midden van de twintigste eeuw had men begrepen dat er duidelijke overeenkomsten in bouw waren met Brachiosaurus en werd Camarasaurus in de Brachiosauridae gezet. Tegen het einde van de eeuw wezen exacte cladistische analyses uit dat deze overeenkomsten het gevolg waren van een positie iets onder Brachiosaurus in de stamboom, basaal in de Macronaria en Camarasauromorpha. Men begon dus weer het begrip Camarasauridae te gebruiken. Van geen enkele soort is het echter erg zeker dat deze direct aan Camarasaurus verwant is.
Een mogelijke positie van Camarasaurus in de stamboom geeft het volgende kladogram:
|  | Aragosaurus                                                     |
|  |                                                                 |
|  | \| \| Tastavinsaurus \| \| \| \| \| \| Venenosaurus \| \| \| \| |
|  |                                                                 |
|  | Tastavinsaurus                                                  |
|  |                                                                 |
|  | Venenosaurus                                                    |
|  |                                                                 |

|  | Tastavinsaurus |
|  |                |
|  | Venenosaurus   |
|  |                |

|  | Aragosaurus                                                     |
|  |                                                                 |
|  | \| \| Tastavinsaurus \| \| \| \| \| \| Venenosaurus \| \| \| \| |
|  |                                                                 |
|  | Tastavinsaurus                                                  |
|  |                                                                 |
|  | Venenosaurus                                                    |
|  |                                                                 |

|  | Tastavinsaurus |
|  |                |
|  | Venenosaurus   |
|  |                |

|  | Aragosaurus                                                     |
|  |                                                                 |
|  | \| \| Tastavinsaurus \| \| \| \| \| \| Venenosaurus \| \| \| \| |
|  |                                                                 |
|  | Tastavinsaurus                                                  |
|  |                                                                 |
|  | Venenosaurus                                                    |
|  |                                                                 |

|  | Tastavinsaurus |
|  |                |
|  | Venenosaurus   |
|  |                |

|  | Aragosaurus                                                     |
|  |                                                                 |
|  | \| \| Tastavinsaurus \| \| \| \| \| \| Venenosaurus \| \| \| \| |
|  |                                                                 |
|  | Tastavinsaurus                                                  |
|  |                                                                 |
|  | Venenosaurus                                                    |
|  |                                                                 |

|  | Tastavinsaurus |
|  |                |
|  | Venenosaurus   |
|  |                |

|  | Brachiosaurus                                              |
|  |                                                            |
|  | \| \| Euhelopus \| \| \| \| \| \| Titanosauria \| \| \| \| |
|  |                                                            |
|  | Euhelopus                                                  |
|  |                                                            |
|  | Titanosauria                                               |
|  |                                                            |

|  | Euhelopus    |
|  |              |
|  | Titanosauria |
|  |              |

|  | Aragosaurus                                                     |
|  |                                                                 |
|  | \| \| Tastavinsaurus \| \| \| \| \| \| Venenosaurus \| \| \| \| |
|  |                                                                 |
|  | Tastavinsaurus                                                  |
|  |                                                                 |
|  | Venenosaurus                                                    |
|  |                                                                 |

|  | Tastavinsaurus |
|  |                |
|  | Venenosaurus   |
|  |                |

|  | Aragosaurus                                                     |
|  |                                                                 |
|  | \| \| Tastavinsaurus \| \| \| \| \| \| Venenosaurus \| \| \| \| |
|  |                                                                 |
|  | Tastavinsaurus                                                  |
|  |                                                                 |
|  | Venenosaurus                                                    |
|  |                                                                 |

|  | Tastavinsaurus |
|  |                |
|  | Venenosaurus   |
|  |                |

|  | Aragosaurus                                                     |
|  |                                                                 |
|  | \| \| Tastavinsaurus \| \| \| \| \| \| Venenosaurus \| \| \| \| |
|  |                                                                 |
|  | Tastavinsaurus                                                  |
|  |                                                                 |
|  | Venenosaurus                                                    |
|  |                                                                 |

|  | Tastavinsaurus |
|  |                |
|  | Venenosaurus   |
|  |                |

|  | Aragosaurus                                                     |
|  |                                                                 |
|  | \| \| Tastavinsaurus \| \| \| \| \| \| Venenosaurus \| \| \| \| |
|  |                                                                 |
|  | Tastavinsaurus                                                  |
|  |                                                                 |
|  | Venenosaurus                                                    |
|  |                                                                 |

|  | Tastavinsaurus |
|  |                |
|  | Venenosaurus   |
|  |                |

|  | Brachiosaurus                                              |
|  |                                                            |
|  | \| \| Euhelopus \| \| \| \| \| \| Titanosauria \| \| \| \| |
|  |                                                            |
|  | Euhelopus                                                  |
|  |                                                            |
|  | Titanosauria                                               |
|  |                                                            |

|  | Euhelopus    |
|  |              |
|  | Titanosauria |
|  |              |

|  | Aragosaurus                                                     |
|  |                                                                 |
|  | \| \| Tastavinsaurus \| \| \| \| \| \| Venenosaurus \| \| \| \| |
|  |                                                                 |
|  | Tastavinsaurus                                                  |
|  |                                                                 |
|  | Venenosaurus                                                    |
|  |                                                                 |

|  | Tastavinsaurus |
|  |                |
|  | Venenosaurus   |
|  |                |

|  | Aragosaurus                                                     |
|  |                                                                 |
|  | \| \| Tastavinsaurus \| \| \| \| \| \| Venenosaurus \| \| \| \| |
|  |                                                                 |
|  | Tastavinsaurus                                                  |
|  |                                                                 |
|  | Venenosaurus                                                    |
|  |                                                                 |

|  | Tastavinsaurus |
|  |                |
|  | Venenosaurus   |
|  |                |

|  | Aragosaurus                                                     |
|  |                                                                 |
|  | \| \| Tastavinsaurus \| \| \| \| \| \| Venenosaurus \| \| \| \| |
|  |                                                                 |
|  | Tastavinsaurus                                                  |
|  |                                                                 |
|  | Venenosaurus                                                    |
|  |                                                                 |

|  | Tastavinsaurus |
|  |                |
|  | Venenosaurus   |
|  |                |

|  | Aragosaurus                                                     |
|  |                                                                 |
|  | \| \| Tastavinsaurus \| \| \| \| \| \| Venenosaurus \| \| \| \| |
|  |                                                                 |
|  | Tastavinsaurus                                                  |
|  |                                                                 |
|  | Venenosaurus                                                    |
|  |                                                                 |

|  | Tastavinsaurus |
|  |                |
|  | Venenosaurus   |
|  |                |

|  | Brachiosaurus                                              |
|  |                                                            |
|  | \| \| Euhelopus \| \| \| \| \| \| Titanosauria \| \| \| \| |
|  |                                                            |
|  | Euhelopus                                                  |
|  |                                                            |
|  | Titanosauria                                               |
|  |                                                            |

|  | Euhelopus    |
|  |              |
|  | Titanosauria |
|  |              |

|  | Aragosaurus                                                     |
|  |                                                                 |
|  | \| \| Tastavinsaurus \| \| \| \| \| \| Venenosaurus \| \| \| \| |
|  |                                                                 |
|  | Tastavinsaurus                                                  |
|  |                                                                 |
|  | Venenosaurus                                                    |
|  |                                                                 |

|  | Tastavinsaurus |
|  |                |
|  | Venenosaurus   |
|  |                |

|  | Aragosaurus                                                     |
|  |                                                                 |
|  | \| \| Tastavinsaurus \| \| \| \| \| \| Venenosaurus \| \| \| \| |
|  |                                                                 |
|  | Tastavinsaurus                                                  |
|  |                                                                 |
|  | Venenosaurus                                                    |
|  |                                                                 |

|  | Tastavinsaurus |
|  |                |
|  | Venenosaurus   |
|  |                |

|  | Aragosaurus                                                     |
|  |                                                                 |
|  | \| \| Tastavinsaurus \| \| \| \| \| \| Venenosaurus \| \| \| \| |
|  |                                                                 |
|  | Tastavinsaurus                                                  |
|  |                                                                 |
|  | Venenosaurus                                                    |
|  |                                                                 |

|  | Tastavinsaurus |
|  |                |
|  | Venenosaurus   |
|  |                |

|  | Aragosaurus                                                     |
|  |                                                                 |
|  | \| \| Tastavinsaurus \| \| \| \| \| \| Venenosaurus \| \| \| \| |
|  |                                                                 |
|  | Tastavinsaurus                                                  |
|  |                                                                 |
|  | Venenosaurus                                                    |
|  |                                                                 |

|  | Tastavinsaurus |
|  |                |
|  | Venenosaurus   |
|  |                |

|  | Brachiosaurus                                              |
|  |                                                            |
|  | \| \| Euhelopus \| \| \| \| \| \| Titanosauria \| \| \| \| |
|  |                                                            |
|  | Euhelopus                                                  |
|  |                                                            |
|  | Titanosauria                                               |
|  |                                                            |

|  | Euhelopus    |
|  |              |
|  | Titanosauria |
|  |              |

Door de vele vondsten uit verschillende afzettingen uit de Morrison is het mogelijk gebleken een hypothese op te stellen over de verwantschap tussen de Camarasaurussoorten onderling. C. grandis duikt het eerst in de lagen op in het middelste Kimmeridgien. Iets hoger, in het late Kimmeridgien, verschijnt de kleinere C. lentus en beide vormen bestaan een tijd naast elkaar. C. lentus schijnt zich dus van C. grandis te hebben afgesplitst. In latere lagen van het vroege Tithonien verdwijnt C. grandis en is alleen C. lentus te vinden. In de hoogste lagen van het Tithonien komt alleen C. supremus voor. Die is in bouw bijna identiek aan C. lentus maar wel groter. Het lijkt er dus op of C. supremus de directe afstammeling is van C. lentus in een doorlopende populatie, een chronospecies. C. lewisi is het oudst en vertegenwoordigt een eerdere zijtak. Dat deze soort niet binnen de tak van de andere soorten geplaatst is, kan als een bijkomende reden gelden van een ander geslacht te spreken en de naam Cathetosaurus te gebruiken.
Het volgende kladogram laat de verwantschappen tussen de camarasaurussoorten zien:
| Camarasaurus | \| \| Camarasaurus grandis \| \| \| \| \| \| Camarasaurus lentus —> Camarasaurus supremus \| \| \| \| |
|              | \| \| Camarasaurus grandis \| \| \| \| \| \| Camarasaurus lentus —> Camarasaurus supremus \| \| \| \| |
|              | Camarasaurus grandis                                                                                  |
|              | |
|              | Camarasaurus lentus —> Camarasaurus supremus                                                          |
|              | |

|  | Camarasaurus grandis                         |
|  |                                              |
|  | Camarasaurus lentus —> Camarasaurus supremus |
|  |                                              |

| Camarasaurus | \| \| Camarasaurus grandis \| \| \| \| \| \| Camarasaurus lentus —> Camarasaurus supremus \| \| \| \| |
|              | \| \| Camarasaurus grandis \| \| \| \| \| \| Camarasaurus lentus —> Camarasaurus supremus \| \| \| \| |
|              | Camarasaurus grandis                                                                                  |
|              | |
|              | Camarasaurus lentus —> Camarasaurus supremus                                                          |
|              | |

|  | Camarasaurus grandis                         |
|  |                                              |
|  | Camarasaurus lentus —> Camarasaurus supremus |
|  |                                              |

Wat er na C. supremus gebeurde, weten we niet. Wellicht stierf Camarasaurus zonder verdere afsplitsingen aan het eind van het Jura uit.
Een andere interpretatie gaat uit van een geografische splitsing. C. lentus is noordelijker te vinden dan C. supremus.

## Levenswijze

### Leefgebied

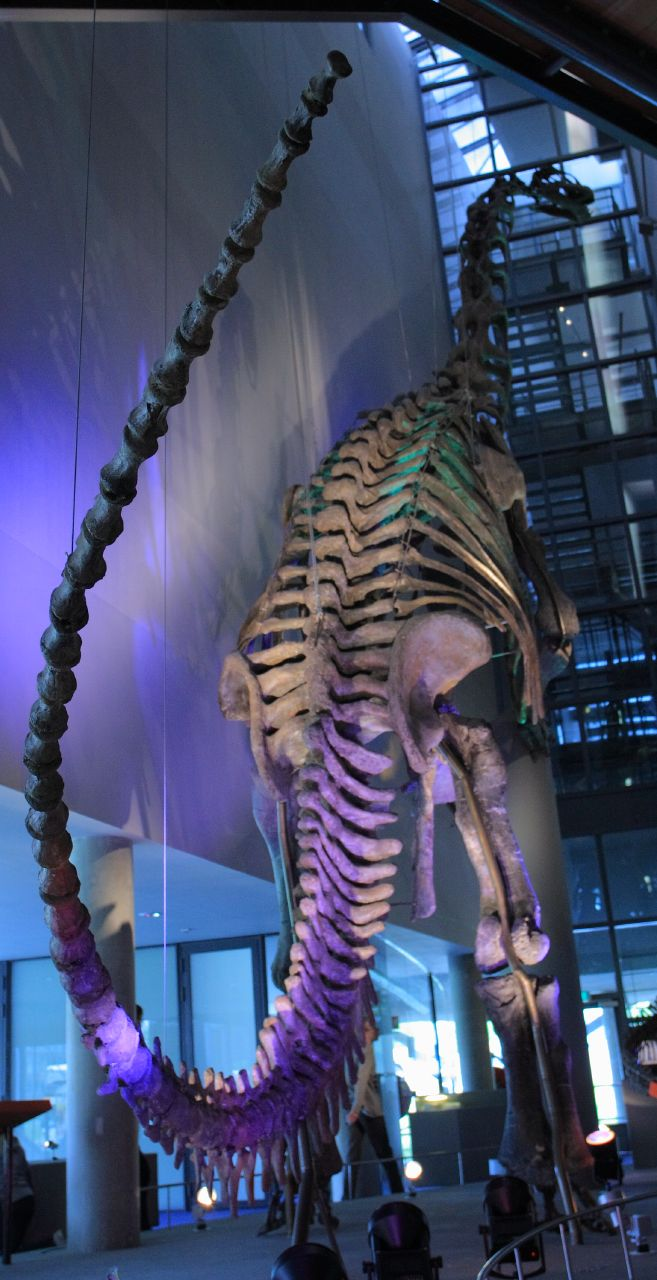
Camarasaurus stond soms rechtop, zoals hier in Naturalis

Camarasaurus leefde in een gebied dat vrij heet en droog was, met een kort nat seizoen. Bomen waren vooral te vinden in rivierbossen bij kleine stroompjes. Camarasaurus deelde zijn habitat met een aantal andere sauropoden. Apatosaurus en Diplodocus hadden erg lange nekken en korte voorpoten. Daarmee konden ze makkelijk varens eten die de open gronden op de waterscheidingen tussen de riviertjes bedekten die ook begraasd werden door Stegosaurus armatus en Dryosaurus altus. De bouw van de Diplodocidae maakte het eenvoudig om zich indien nodig op de achterpoten te verheffen en met de kop hoog in de bomen te reiken. Een meer permanente eter uit de boomtoppen was de reusachtige Brachiosaurus. Camarasaurus vulde kennelijk een eigen niche door de tussenliggende plantenlagen te eten. Een middelgroot exemplaar kon de kop ongeveer vijf meter de hoogte insteken als we aannemen dat de nekbasis minstens een matig schuine stand van zestig graden toestond. Het is waarschijnlijk dat ook Camarasaurus weleens alleen op zijn achterpoten ging staan maar gezien zijn hoge voorpoten was hij daarin niet gespecialiseerd. Jensen dacht dat dit voor C. lewisi anders lag en dat de eigenaardige vorm van diens ruggenwervels een aanpassing was aan het rechtopstaan: de oorspronkelijke geslachtsnaam Cathetosaurus betekent dan ook 'opgerichte sauriër'. Camarasaurus was kennelijk erg succesvol in zijn levensstijl want meestal wordt hij gezien als de talrijkste sauropode uit de Morrison.
De splitsing tussen C. grandis en C. lentus kan een gevolg geweest zijn van nichedifferentiatie waarbij de kleinere vorm lagere planten at. Het uitsterven van C. grandis werd misschien veroorzaakt door concurrentie met een brachiosauride of een andere van wat hogere lagen etende sauropode. Die laatste vorm stierf kennelijk in het Tithonien uit, waarna C. lentus de niche opvulde door de grotere C. supremus te worden. De jongen daarvan vulden dan weer, als een ecospecies, de plaats van C. lentus. Onderzoek naar de slijtsporen op de tanden wees uit dat kleinere exemplaren inderdaad een ander dieet moeten hebben gehad dan grotere. Het uitsterven van Camarasaurus verhinderde dan dat het proces zich herhaald zou hebben doordat deze ecospecies zich weer als een echte soort van C. supremus afsplitste.
Camarasaurus leefde als vrij zuivere herbivoor voornamelijk van planten en heel misschien af en toe een insect. De plantendelen werden door de tanden afgebeten en ingeslikt. Geen enkele dinosauriër had kiezen om planten of vlees mee te vermalen; de verdere verwerking vond plaats in de maag, wellicht door gastrolieten ofwel maagstenen. Het is echter ook gesteld dat direct bewijs voor maagstenen bij sauropoden ontbreekt. De slijtage van de tanden toont dat het voedsel uit vrij harde plantendelen bestond. De botstructuur wijst op een hoge stofwisseling zodat Camarasaurus vermoedelijk warmbloedig was met een constante lichaamstemperatuur die 's nachts en in koudere tijden hoger lag dan de omgevingstemperatuur.
In het leefgebied van Camarasaurus kwamen verschillende grote roofdieren voor waaronder de grootste en talrijkste Allosaurus was. Wellicht vormde Camarasaurus een belangrijk deel van de prooien van deze roofsauriër. Ook Ceratosaurus kan een bedreiging geweest zijn.

### Voortplanting en groei
Camarasaurus legde vermoedelijk eieren, zoals andere sauropoden. Eieren noch nesten zijn echter ooit met zekerheid aangetroffen. Wel zijn er in de Morrison schalen aangetroffen die op grote ronde eieren zouden wijzen. Sauropoden legden zulke eieren en Camarasaurus is er de meest voorkomende sauropode zodat soms een connectie gesuggereerd wordt.
Door het vele materiaal is voor Camarasaurus een hele groeiserie beschikbaar lopend van jonge dieren tot oude individuen. Alleen embryo's en net uitgekomen dieren ontbreken vermoedelijk hoewel in 1996 een praemaxilla, specimen BYU VP 8967, werd toegewezen die afkomstig zou zijn geweest van een embryo van honderdnegen centimeter lengte. Het kan zijn dat bij oudere individuen het aantal tandposities afnam. WDC A en B hebben slechts tien tanden in het dentarium van de onderkaak terwijl jonge dieren er dertien hebben. Naarmate het dier groeide, vergroeiden steeds meer skeletelementen. Aanhechtingspunten voor spieren verruwden. Pezen verbeenden zodat er zich korte uitsteeksels ontwikkelden waar ze aan de wervels vastzaten. Bij wervels namen de richels en uithollingen sterk in complexiteit toe. De pleurocoelen werden echter juist relatief veel kleiner. De doornuitsteeksels van de tweede en derde sacrale wervels vergroeiden met elkaar. De doornuitsteeksels van het heiligbeen werden in het algemeen erg ruw, wat overeenkomt met de verruwing van de sacrale ribben en de bovenzijde van de darmbeenderen. Al deze elementen raakten kennelijk met sterke pezen en kapsels verbonden. De pezen verbeenden ook tot beenstijlen in de vorm van verdikkingen van de botten. Zulke entheses konden wervels met sacrale ribben verbinden. In 2005 werd een oud individu gemeld, specimen BYU VP 17465, waarbij de achterste ruggenwervel was 'ingevangen' zodat een heiligbeen van zes wervels ontstond. Bij de voorste staartwervels verdubbelden de chevronfacetten in hun breedte overdwars. Schouderblad en ravenbeksbeen vergroeiden. Het foramen coracoideum moet al op jonge leeftijd gesloten zijn. In het schaambeen sloot het foramen obturatum bij oude exemplaren. Opvallend is dat gedurende de groei de proporties van de ledematen weinig veranderen, ondanks de enorme toename van het absolute gewicht. Dat is ook waargenomen bij andere sauropoden.
Camarasaurus groeide vermoedelijk vrij snel. Histologisch onderzoek van fossielen van Camarasaurus wees op het bereiken van de seksuele rijpheid rond de leeftijd van twintig jaar.
Bij C. grandis is er seksuele dimorfie verondersteld in de mate van de breedte van de bovenste breedte van de voorste staartwervels. Het is onduidelijk wat het vrouwelijke en wat het mannelijke dier was. Bij C. lentus bestaat mogelijk dimorfie in de variabele slankheid van het opperarmbeen.

## Geologie
Fossielen van Camarasaurus worden overvloedig gevonden in de sedimentaire gesteenten van de Morrison-formatie (Kimmeridgien-Tithonien, Boven-Jura) in het westen van de Verenigde Staten (Wyoming, Utah, Colorado, Montana, New Mexico, Oklahoma en South Dakota). De formatie werd genoemd naar de stad Morrison in de Amerikaanse staat Colorado, waar in 1877 door Arthur Lakes en zijn vriend kapitein Henry Beckwith de eerste fossielen in de formatie ontdekt werden. Het betrof onder meer een grote wervel, specimen YPM 1835, dat door Othniel Charles Marsh in juli 1877 Titanosaurus montanus benoemd werd. Maar deze naam bleek al gebruikt waardoor Marsh de wervel naar Atlantosaurus herbenoemde. Uiteindelijk werd YPM 1835 in 1903 toegewezen aan Apatosaurus. De formatie bleek zo rijk aan dinosauriërs dat het vanaf hetzelfde jaar elke zomer tot in 1892 het centrum werd van de Bone Wars, een race tussen de rivaliserende paleontologen Othniel Charles Marsh en Edward Drinker Cope om de beste en de meeste dinosauriërskeletten op te sporen en op te graven, en tijdens de winters te beschrijven en tentoon te stellen. Zij gebruikten hun persoonlijke fortuinen en invloed om expedities te organiseren en probeerden elkaar in zulke mate te overtreffen en te schande te maken dat beiden zichzelf sociaal en financieel ruïneerden. Maar zij droegen in grote mate bij tot de wetenschap van de paleontologie die nog in de kinderschoenen stond en lieten na hun dood grote hoeveelheden nog niet uitgepakte beenderen achter. De inspanningen van Marsh en Cope leidden tot de ontdekking en het beschrijven van ongeveer honderdveertig nieuwe soorten dinosauriërs.
De Morrison-formatie is samengesteld uit zandsteen, kalksteen, mudstone en siltsteen. De sedimentaire gesteenten hebben een rode, lichtgrijze of groenachtig grijze kleur. De meeste fossielen liggen in de groene siltsteenlagen en in de lagere zandsteenlagen die gevormd werden op de grote overstromingsvlaktes van de Juraperiode. Het middelpunt van de formatie ligt in de staten Wyoming en Colorado, met dagzomen in Montana, North Dakota, South Dakota, Nebraska, Kansas, Oklahoma, Texas, New Mexico, Arizona, Utah en Idaho. De meeste dagzomen bevinden zich dicht bij de randen van bekkens en omhoog gestuwde gebieden zoals de Uinta Mountains (Noordoost-Utah en een kleine uitloop in Zuid-Wyoming), de Black Hills (westen van South Dakota, met uitloop in Wyoming), Front Range (Centraal-Colorado en Zuidoost-Wyoming) en Big Horn Basin (Noord-Wyoming met een kleine uitloper in Zuid-Montana). De totale oppervlakte van de Morrison-formatie beslaat 1,5 miljoen km² waarvan minder dan vijfentwintig procent als oppervlaktegesteente toegankelijk is voor geologisch en paleontologisch onderzoek. Het grootste deel (meer dan vijfenzeventig procent) is nog bedekt door de prairies naar het oosten en het meeste van het westelijke paleogeografisch deel verdween door actieve erosie van het Rocky Mountainsgebied tijdens het Midden- tot Laat-Mioceen, ongeveer vijf tot tien miljoen jaar geleden.
De ouderdom van de Morrison-formatie wordt geschat op ca. 147 tot ca. 155 miljoen jaar (Ma) of ca. 140 tot ca. 150 Ma. Volgens Gradstein en Ogg (2004) en Bralower et al. (1990) ligt het einde van de Juraperiode op ca. 141 Ma geleden. Stratigrafisch reikt de formatie van de etage Kimmeridgien tot in de etage Tithonien (Boven-Jura of Malm), en in sommige gebieden waarschijnlijk tot in het Berriasien, de onderste etage van het Onder-Krijt. Er zijn twee stratigrafische Members, een Lower en een Upper Member. Maar meerdere Cenozoïsche perioden van orogenese verdeelden de Morrison-formatie in afzonderlijke bekkens. De twee members hebben in elk bekken een andere naam, op het Colorado Plateau de Salt Wash Member en de Brushy Basin Member, de Westwater Canyon Member en Upper Brushy Basin Member dicht bij het San Juan Basin en de Upper en Lower Members in het Bighorn Basin.

## Biostratigrafie
De verticale verspreiding of biostratigrafie van de vier soorten van Camarasaurus werd beschreven in een studie over de biostratigrafie van de dinosauriërs van de Morrison-formatie (Turner en Peterson, 1999). De correlatie van Turner en Peterson is meestal gebaseerd op de petrologie en mineralogie van allereerst de clay change. Boven de clay change bevinden zich kleisteenlagen en mudstones die overvloedig smectietrijke klei bevatten waarvan de structuur door vulkanische as gewijzigd werd. De algemene opvatting is dat de clay change de Boven Morrison-formatie in de Lower en Upper Members opdeelt.
Stratigrafisch wordt Camarasaurus in de bovenste twee derden van de Morrison-formatie aangetroffen. Camarasaurus grandis is de oudst bekende soort (C. grandis zone) en verschijnt voor het eerst ongeveer twintig meter onder de clay change in de Upper Member van de Onder Morrison-formatie (Kimmeridgien, Boven-Jura). Dit werd gebaseerd op een correlatie met Carnegie Quarry (Dinosaur National Monument, Oost-Utah). De geologisch jongste C. grandis (specimen NMMNH P-21094), komt voor in de Lower Member van de Boven Morrison-formatie, ongeveer twintig meter onder de overgang Kimmeridgien-Tithonien.
Camarasaurus lentus komt voor in het Boven-Kimmeridgien (C. lentus zone), boven het hoogste voorkomen van C. grandis, met uitzondering van het holotype van C. lentus, YPM 1910. YPM 1910 werd ongeveer tien meter boven het laagste voorkomen van C. grandis gevonden. Het hoogste voorkomen van C. lentus, de specimina WDC A en WDC B, situeert zich iets boven de overgang Kimmeridgien-Tithonien.
Een aantal grote individuen Camarasaurus supremus, onder meer AMNH 5760, AMNH 5761 en DMNH 27228, gevonden nabij Cope's Nipple (Garden Park (National Natural Landmark), Colorado), zijn afkomstig van de bovenste Morrison-formatie (C. supremus zone, Tithonien). Vele geïsoleerde skeletten afkomstig uit Kenton (West-Oklahoma), de OMNH specimina en specimen FHSM VP-14850 van de Comanche National Grasslands (Zuidoost-Colorado), schijnen aan C. supremus toewijsbaar te zijn. De OMNH specimina zijn afkomstig van rond de stratigrafische grens Kimmeridgien-Tithonien. Deze grens ligt iets onder de Beside Sauropod Quarry (Thermopolis, Wyoming). De biostratigrafische zones van C. lentus (specimina WDC A en WDC B) en van C. supremus (de OMNH specimina) overlappen elkaar dus ietwat. Het FHSM specimen (FHSM VP-14850) bevond zich stratigrafisch ongeveer twintig meter onder de grens Jura-Krijt. Dit zou volgens Turner en Peterson FHSM VP-14850 stratigrafisch ongeveer tussen de Beside Sauropod Quarry en Cope's Nipple plaatsen, dicht bij de top van de Boven Morrison-formatie (Tithonien).
BYU 9047 is het tot nu toe enige bekende specimen van Camarasaurus lewisi (C. lewisi zone). Het werd in 1967 opgegraven door de Amerikaanse paleontoloog James Alvin Jensen (put 1 van de Dominguez-Jones Quarry, Boven Morrison-formatie, Mesa County, West-Colorado) (McIntosh et al., 1996), dicht bij de clay change, ongeveer tien meter boven de basis van de Brushy Basin Member (Kimmeridgien).
Doorheen de stratigrafische kolom van de Morrison-formatie komen in de skeletten van Camarasaurus slechts enkele minder belangrijke trends veranderingen in morfologie voor (Ikejiri, 2004b). Eerst neigen de doornuitsteeksels van de ruggenwervels vooraan en in het midden van de wervelkolom massiever te worden. Maar Camarasaurus grandis, afkomstig uit een vroegere periode en dus lager in de stratigrafische kolom, heeft dunne doornuitsteeksels. Verder hebben Camarasaurus lentus (specimina WDC A & B), C. lentus (?) (UUVP 5461) en C. grandis (YPM 1905 en KUVP 1354) een groot wervellichaam ten opzichte van de totale grootte van de wervel. Daartegenover neigen vroegere soorten (C. grandis) kleine wervellichamen te hebben in de ruggenwervels vooraan in de wervelkolom. C. lentus (USNM 13786 en CM 8492) en C. grandis (DMNH 2850) bv., hebben opmerkelijk kleine wervellichamen. Omdat deze verschillen niet kunnen verklaard worden door taxonomische, ontogenetische of seksueel dimorfische variatie, en omdat ze algemeen voorkomen bij individuen van zowel C. lentus als C. grandis, is dit type variatie mogelijk te wijten aan populatievariatie (Ikejiri, 2004b). Ook de lichaamsomvang tussen de vier Camarasaurussoorten varieert onderling (Ikejiri, 2004b). Gebaseerd op een van de grootst bekende skeletten van elke soort is Camarasaurus lewisi de kleinste soort, niettegenstaande specimen BYU 9047 ontogenetisch een heel oud dier vertegenwoordigt. C. lewisi is ongeveer zesentwintig procent kleiner dan Camarasaurus supremus (AMNH 5761). Volgens de lengte van de wervels is Camarasaurus lentus twintig procent kleiner dan C. supremus. Het gewicht van deze laatste wordt tot 47.000 kilogram geschat, wat vijftig procent meer is dan het gewicht van een gemiddeld Camarasaurus-individu.

## Biochronologie
In de Morrison-formatie worden vijf biochronologische zones onderscheiden. Biochronologie is in de paleontologie het in tijd correleren van biologische gebeurtenissen met behulp van fossielen. In tegenstelling tot de biostratigrafie gebruikt het fossielgemeenschappen die niet gebonden zijn aan stratigrafische secties.
Uit de Lower Member en het onderste deel van de Upper Member van de Onder Morrison-formatie (Onder- tot Midden-Kimmeridgien) zijn geen resten van Camarasaurus bekend. Deze zone werd no Camarasaurus zone genoemd. Het wordt door dinosaur zone 1 (biostratigrafie van Turner en Peterson, 1999) en door zone 1 (biostratigrafie van Foster, 2003) overlapt. Wat betreft Sauropoda is enkel Haplocanthosaurus uit deze zone bekend.
De Camarasaurus grandis zone begint in het Boven-Kimmeridgien (Upper Member van de Onder Morrison-formatie). Deze zone markeert het vroegste stratigrafische voorkomen. De hoogste grens van de zone ligt iets boven zone 4 van Foster omdat zijn zonedefiniëring gebaseerd werd op verscheidene taxa dinosauriërs. Geologisch gezien wordt het jongste voorkomen van C. grandis vertegenwoordigd door specimen NMMNH P-21904, dat initieel door Rigby (1982), Lucas & Hunt (1985) en Turner & Peterson (1999) echter aan C. supremus toegewezen werd. Maar McIntosh en Ikejiri (2004b) wezen erop dat de basis van de wervelboog van een ruggenwervel uit de voorkant (of uit het midden) van de wervelkolom van dit specimen zeer hoog is met een verhoogde wervelsteel, wat een van de meest diagnostische kenmerken van C. grandis is. De wervelboog bij C. supremus heeft integendeel een relatief korte, massieve basis. De foutieve identificatie van NMMNH P-21904 kan een van de verklaringen zijn voor het vreemde voorkomen in de C. grandis zone. Een ander belangrijk argument met betrekking tot de zonering van de C. grandis zone is het holotype van Camarasaurus lentus (YPM 1910), dat in het midden van deze zone gevonden werd. Dit stratigrafisch voorkomen is duidelijk te laag voor C. lentus, waarbij moet opgemerkt worden dat de identificatie van YPM 1910 problematisch is, het mogelijk aan C. grandis moet toegewezen worden en dus misschien wel uit de C. lentus zone verwijderd.
De Camarasaurus lentus zone beslaat het Boven-Kimmeridgien tot en met de basis van het Tithonien (specimina WDC A & WDC B) en bevindt zich boven de clay change in de Upper Member van de Boven Morrison-formatie. Uit deze zone zijn uit de Carnegie Quarry van Dinosaur National Monument (Oost-Utah) de specimina CM 8492, 11383 en 11393, en een aantal UUVP-specimina van de Cleveland Lloyd Quarry (Centraal-Utah) bekend. De bovenste grens van de C. lentus zone is aan dezelfde horizon geplaatst als in zone 5 (biostratigrafie van Foster, 2003) en Dinosaur zone 3 (biostratigrafie van Turner en Peterson, 1999).
De stratigrafische verspreiding van Camarasaurus lentus en van Camarasaurus supremus overlappen elkaar op de overgang van het Kimmeridgien naar het Tithonien (Upper Member van de Boven Morrison-formatie). Specimina van het OMNH vertegenwoordigen het laagste stratigrafische voorkomen van C. supremus, juist onder de overgang Kimmeridgien-Tithonien. Dit is iets lager dan het hoogste voorkomen van C. lentus (specimina WDC A & B). Om dit overlappen af te bakenen werd een bijkomende biozone ingevoerd tussen de C. lentus en C. supremus zones; de Transitional Zone. Het laagste voorkomen van C. supremus wordt gedeeld met zone 6 (biostratigrafie van Foster, 2003) en met Dinosaur Zone 4 (biochronologie van Turner en Peterson, 1999).
De jongste zone is de Camarasaurus supremus Zone die net onder de basis van het Tithonien begint en tot in de buurt van de top van de Upper Member van de Morrison-formatie reikt. In deze zone werd enkel C. supremus aangetroffen (de specimina AMNH 5760, 5761 en DMNH 27228).

## Geografische verspreiding
Fossielen van Camarasaurus zijn bekend uit Wyoming, Utah, Colorado, Montana, New Mexico, Oklahoma en South Dakota (Ikejiri, 2004b). Er wordt geopperd dat de verspreiding van de vier soorten wat beperkt was, niettegenstaande sommige elkaar paleogeografisch overlappen. Van Camarasaurus lewisi is maar één specimen bekend (holotype BYU 9047, West-Colorado). Camarasaurus grandis werd geïdentificeerd op locaties in Zuid-Centraal Wyoming, Centraal-Colorado en New Mexico. Camarasaurus supremus werd gevonden in Zuid-Colorado en waarschijnlijk in West-Oklahoma. Maar Camarasaurus lentus is dan weer niet bekend uit dit gebied, wat op een geografische afscheiding tussen deze twee soorten wijst. Van Camarasaurus lentus werden beenderen over een groot gebied gevonden, van Noord-Wyoming tot Oost- en Centraal-Utah. Alhoewel meerdere fragmentarische skeletten werden verzameld uit Montana, Oost-Wyoming en westelijk Zuid-Dakota, werden geen van deze op het soortniveau geïdentificeerd (Camarasaurus sp.).
De biostratigrafische zones (vertikale verspreiding) van Camarasaurus zijn blijkbaar gecorreleerd aan de geografische (of horizontale) verspreiding van de soorten. Deze toont aan dat een groeve telkens slechts één soort blijkt te bevatten. Mogelijk vertegenwoordigt de geografische verspreiding niet de paleobiogeografie. Het is meer plausibel dat elke soort een groter verspreidingsgebied had. Omdat de soorten blijkbaar beperkt waren in ruimte en tijd, is het mogelijk dat gesteenten die andere soorten bevatten door erosie verdwenen zijn en/of dat deze gesteenten nog niet ontsloten zijn. Een derde mogelijkheid is dat de biologie van Camarasaurus de verspreiding van de soort beperkte.

## Tafonomie
Ikejiri et al., 2006 bestudeerden de tafonomie van de Camarasaurusspecimina WDC A en WDC B in het Onderste-Tithonien (Upper Member van de Boven Morrison-formatie) van de Beside Sauropod Quarry in Centraal-Wyoming (Warm Springs Ranch). WDC A en B werden aan C. lentus toegewezen op basis van de korte, massieve wervelbogen van de vooraan tot in het midden van de rug gelegen wervels en op basis van de afwezigheid van T-vormige doornuitsteeksels op de wervels vooraan in de staart (Ikejiri, 2005 en Ikejiri et al., 2005). Specimen WDC A is ongeveer acht procent kleiner dan WDC B (Ikejiri et al., 2005).

### Ontdekking van de Beside Sauropod Quarry
Tijdens de zomer van 1993 werden de eerste dinosauriërbeenderen ontdekt. Het Wyoming Dinosaur Center (WDC, Thermopolis, Wyoming) besefte al vroeg dat de groeve mogelijk talrijke beenderen van Sauropoda zou kunnen bevatten. In 1994 werd met opgravingen gestart in het zuidwestelijk deel van de groeve. Het onderzochte gedeelte van de groeve beslaat na verschillende uitbreidingen een oppervlakte van vijftig op vijftien meter van west naar oost. Naar het noorden dalen de sedimenten onder een hoek van zeven graden. Van 1994 tot 1997 en van 2000 tot 2005 werden uitgebreide opgravingen meestal onder leiding van Pamela Watkins (verbonden aan het WDC) uitgevoerd. Toen de groeve naar het noordoosten uitgebreid werd vond men drie skeletten van sauropoden, een van het geslacht Apatosaurus en twee van het geslacht Camarasaurus. De meeste beenderen van Apatosaurus (specimen NSMT-PV 20375) werden in het zuidwestelijke deel van de groeve gevonden en in 1997 opgegraven. Dit deel van de groeve werd vroeger de 'S Quarry' genoemd. Na preparatie in Duitsland werd het Apatosaurusskelet naar het National Science Museum in Tokyo gezonden en werd er in 2000 opgesteld. De meeste beenderen van Camarasaurus lagen geconcentreerd in de centrale en noordoostelijke delen van de Beside Sauropod Quarry. De beenderen werden geprepareerd en de paleontoloog David Trexler van het Two Medicine Dinosaur Center (Bynum, Montana) stelde in 2000 een samengesteld skelet op met beenderen van de specimina WDC A en B in het Wyoming Dinosaur Center. In 2006 werd het origineel skelet van WDC A door Mike Grissom opnieuw in het WDC opgesteld. Het skelet van WDC B volgde in 2007.

### Inbedding
Een belangrijke vraag met betrekking tot het tafonomische proces is of de drie skeletten ingebed werden door een snelle stortvloed of door een reeks van gebeurtenissen in een relatief korte periode. Sommige beenderen van de drie skeletten overlapten elkaar, wat doet vermoeden dat zij post mortem (na de dood) mogelijk door één enkele stortvloed op elkaar gespoeld werden, en/of werden op hetzelfde niveau gevonden zonder duidelijke afscheiding, wat tot de interpretatie leidt dat de kadavers van de drie Sauropoda op ongeveer hetzelfde tijdstip ingebed werden. De skeletten vertonen twee verschillende gradaties preservatie die ook aanwijzingen kunnen geven om het tafonomische proces te begrijpen. Alhoewel alle beenderen zich in hetzelfde type donkere, grijsachtige mudstone bevinden, bevat het onderste deel van de beenderhoudende laag veel beter bewaarde beenderen (verweringsstadia 0 tot 1 of 2 van Behrensmeyer, 1978). Deze beenderen zijn bedekt met een relatief dunne film carbonaat. Maar alle beenderen in het bovenste deel van de beenderhoudende laag hebben een verweerd oppervlak, terwijl tussen het onderste en bovenste deel een interval is van slechts dertig tot vijftig centimeter. De meeste beenderen uit het bovenste deel zijn te fragmentarisch voor identificatie (verweringsstadia 3 tot 5 van Behrensmeyer). Een hogere preservatiekwaliteit blijkt recht evenredig te zijn met de diepte van de inbedding omdat de beter gepreserveerde grotere en zwaardere beenderen, zoals die van de ledematen en zoals de schoudergordel en het heiligbeen, in het onderste niveau gevonden werden. Misschien werden de drie sauropoden ingebed in een waterig sedimentair milieu met weinig stroming waardoor heel fijnkorrelige sedimenten konden afgezet en opgestapeld worden (een 'lage energie-omgeving'). Doorheen heel de Beside Sauropod Quarry komen goed gepreserveerde, uit het verband liggende beenderen van de kaak en van de schedel (zoals vierkantsbeenderen en fragmentarische schedeldakbeenderen), en afzonderlijke tanden van Camarasaurus voor. In het noordoostelijke deel van de groeve werden bij opgravingen tussen 2002 en 2005 beide schoudergordels, verschillende ruggenwervels en verscheidene grote beenderen van de ledematen van specimen WDC B in semi-anatomisch verband aangetroffen.

### Stromend water
Dat de meerderheid van de beenderen relatief van elkaar gescheiden is en de drie skeletten grotendeels het anatomisch verband missen, vormt het enige (mogelijk) bewijs van stromend water. De meeste resten van Apatosaurus komen uit het zuidwestelijke gebied van de groeve, en het merendeel van de beenderen uit het noordoostelijke deel zijn afkomstig van het grotere specimen Camarasaurus (WDC B). Sommige beenderen van de kleinere Camarasaurus (WDC A) overlappen fysiek de twee andere skeletten. Het uit verband liggen van de beenderen kan ook door de activiteiten van aasetende carnivore dinosauriërs veroorzaakt zijn. Lange beenderen van ledematen en ribfragmenten vertonen geen specifieke oriëntering, wat dan weer een tegenindicatie is van stromend water. De meeste grote beenderen, vooral ribben en de lange beenderen van ledematen, werden horizontaal afgezet. Relatief kleine beenderen (in het veldplan van de groeve bv. een middenvoetsbeen en fragmenten van ribben en van ledemaatsbeenderen) werden verticaal afgezet. Het laatste is veel minder algemeen, waardoor men ervan kan uitgaan dat de skeletten ingebed werden in een milieu met relatief lage energie (weinig golfslag en/of stroming), zoals een meer of een overstroomd gebied dat zeezout bevat (concentratie < 0,5 delen per duizend) en waar een zwakke stroming overheerst.

### Aaseters
In de Beside Sauropod Quarry werden minstens negenentwintig uitgeworpen tanden van Theropoda gevonden. Ze variëren in afmeting van 9,1 tot 52,5 mm hoogte over de kroon, wat erop duidt dat ze van meer dan één carnivore dinosauriër afkomstig zijn. 'Uitgeworpen tanden' (tanden die door het dier verloren zijn) zijn het resultaat van natuurlijke tandvervanging, actieve jacht, het eten van prooidieren en aas, gevechten, ziekte en ouderdom. Gebaseerd op de algemene vorm kunnen de tanden in twee morfotypen ondergebracht worden. Morfologisch gezien zijn de meeste tanden relatief lang en overdwars robuust en verwijzen naar Allosaurus. Daartegenover zijn drie tanden (WDC BS-641, 885 en 889) veel kleiner dan die van Allosaurus, en vertonen ook een aantal aanzienlijke morfologische verschillen, zoals een sterkere haak aan de top van de tand, een overdwars samengedrukte vorm en relatief grotere vertandingen (denticula), vooral op de carina (de snijrand) achteraan. Deze kleine tanden hebben een glad oppervlak, waarin ze ook verschillen van de tanden van een andere algemeen voorkomende Theropode in de Morrison-formatie, Ceratosaurus, waarvan de tanden gekenmerkt worden door duidelijke overlangse groeven. Alhoewel uit de Morrison-formatie enkele taxa Maniraptora bekend zijn (bv. Tanycolagreus, Coelurus en Ornitholestes), zijn er geen goed gepreserveerde tanden van Coelurus en Tanycolagreus bekend uit de Beside Sauropod Quarry. En Ornitholestes heeft veel grotere tanden dan de drie kleine tanden WDC BS-641, 885 en 889. Het is interessant dat de gepunte tip en de asymmetrische ontwikkeling van de tandknobbels van deze laatste tanden bekend zijn van Dromaeosauridae. Het is dus plausibel dat ze verwijzen naar een mogelijke aanwezigheid van een basale deinonychosauriër in het Boven-Jura van Noord-Amerika. Fossielen van deze kleine theropoden zijn echter te fragmentarisch en taxonomische identificatie op basis van afzonderlijke tanden is moeilijk.
De meeste uitgeworpen tanden zijn goed gepreserveerd en werden in de bovenste helft van de beenderhoudende laag van de Beside Sauropod Quarry gevonden. Omdat sommige tanden vlakbij grote beenderen van de sauropodenskeletten gevonden werden, is het mogelijk dat minstens één sauropode door aaseters gegeten werd. Het verscheuren van de karkassen door deze aaseters kan een verklaring zijn voor het grotendeels uit anatomisch verband liggen van de skeletten. Maar dit kan eenvoudig ook het resultaat zijn van verscheuring nadat een theropode (of een groep theropoden) op actieve jacht een sauropode geveld had. Een combinatie actieve jacht en later verdere verscheuring en verdere verspreiding van lichaamsdelen/beenderen is natuurlijk nog een mogelijkheid. Merkwaardig is echter dat onderzoek van eenentwintig chevrons, van meer dan honderd ribfragmenten en van vijfentwintig lange beenderen van de ledematen en van de schouder- en bekkengordel geen enkel bijtspoor aan het licht bracht.

## Afzettingsmilieu
De drie sauropodenskeletten van de Beside Sauropod Quarry werden in een illietrijke mudstone facies aangetroffen. Deze facies wijst op een meersysteem, of op een door de zee tijdelijk of permanent overstroomd binnenland met lage zoutconcentraties in een ecosysteem van waterplanten. De skeletten werden gevonden in de enige dikke laag mudstone zonder beduidende veranderingen in de facies, wat erop wijst dat ze begraven werden (ingebed) door één afzettingsevent. In de Beside Sauropod Quarry werden geen kleine gewervelde fossielen gevonden, zoals schildfragmenten van schildpadden, beenderen van vissen of tanden van krokodillen, niettegenstaande deze algemeen voorkomen in andere, bekende groeven met dinosauriërs in de Morrison-formatie (bv. Garden Park Dinosaur Monument (Colorado), Dry Mesa Dinosaur Quarry (Colorado), Dinosaur National Monument (op de grens tussen Colorado en Utah) en Como Bluff (Wyoming)). Het ontbreken van deze fossielen kan op een beduidend verschillend paleomilieu wijzen (een 'fossiel milieu'), maar het is ook mogelijk dat (veel) kleinere skeletten door slechte preservatie-omstandigheden tijdens het ontbindingsproces vernietigd werden.
In de Beside Sauropod Quarry werden ook ongewervelde fossielen gevonden, nl. enkele niet-gedetermineerde Ostracoda in de beenderhoudende laag. Andere microfossielen komen niet voor. In het onderste gedeelte van de beenderhoudende laag komen talrijke bruinkoolfragmenten voor. Ook verkiezelde boomstammen zijn bekend uit de groeve. De combinatie van carbonaat mudstone, goed gefossiliseerde beenderen (behalve bovenaan in de groeve), Ostracoden en plantenfossielen, suggereert een moerassige omgeving in associatie met een meer op een riviervlakte. De sedimentologische gegevens van de groeve wijzen op een hoge alkalische graad en lage neerslag. De aanwezigheid van vele resten van sauropoden blijkt te correleren met een weelderige vegetatie, wat ondersteund wordt door het voorkomen van overvloedige plantenfossielen. Overvloedige bruinkool kan wijzen op eutrofe moerassen langs de rand van een meer. Maar de aanwezigheid van versteend hout wijst mogelijk op een vochtige omgeving met regelmatige regenseizoenen, eerder dan op een meer. De afzettingen met overvloedige bruinkool kunnen geïnterpreteerd worden als de afzettingen van een prograderende meerdelta.
De opeenvolging van de sedimenten in de Beside Sauropod Quarry verschilt van de andere groeven met dinosauriërs op de Warm Springs Ranch. In het gebied stroomden tijdens het Onderste-Tithonien mogelijk anastomoserende rivieren. Deze worden gekenmerkt door de aanwezigheid van grote overstromingsvlaktes tussen meerdere, 'vlechtende' riviergeulen met een stabieler stroompatroon. Zoals andere groeven op het grondgebied van de Warm Springs Ranch tonen ook cross-bedding onder een lage hoek, periodieke opeenvolging van zandsteenlagen afgewisseld met mudstonelagen en overvloedig plantenmateriaal stabiele overstromingsvlakten aan. Een omvangrijke overstroming op een riviervlakte tussen riviergeulen kan de kadavers van drie grote sauropoden in een kort tijdsbestek ingebed hebben. Dit verklaart waarom de skeletten goed gepreserveerd zijn en geen bijtsporen van vleeseters/aaseters dragen. Volgens Makaske heeft het stroomgebied van anastomoserende paleorivieren onder meer de volgende kenmerken : zijdelings verbonden riviergeulen met zandsteenconcentraties, zijdelings uitgebreide dikke lenzen lithologisch heterogene, fijnkorrelige avulsie-afzettingen, zandsteen die plots overgaat in bedekkende mudstone en het voorkomen van meer-afzettingen en bruinkool. De laatste twee kenmerken komen voor in de Beside Sauropod Quarry, zodat de sauropodenskeletten mogelijk in een anastomoserend riviersysteem ingebed werden.

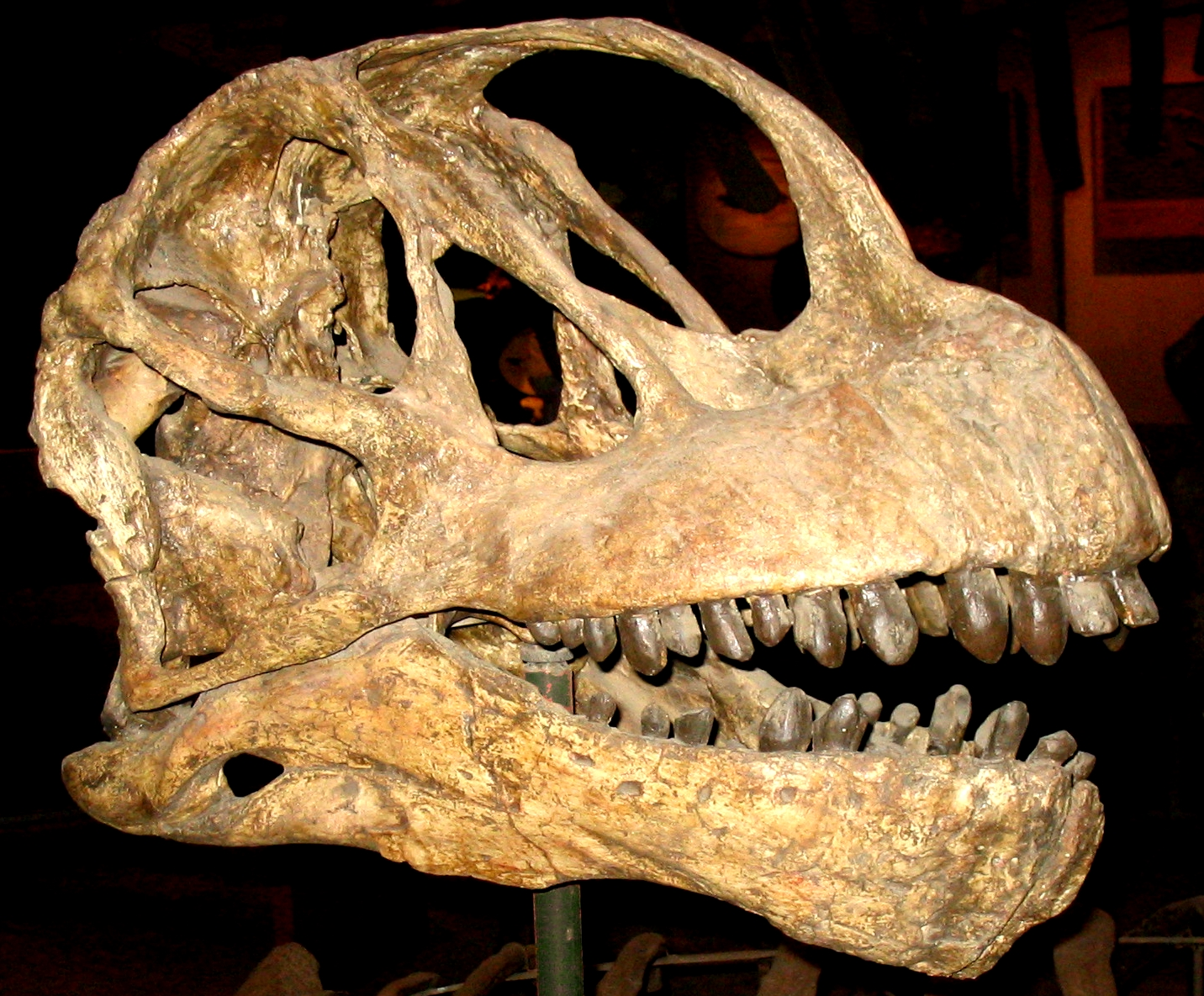
De schedel van Camarasaurus "lentus" in het Smithsonian Institute te Washington